# Kędzierzyn-Koźle
Kędzierzyn-Koźleⓘ (em tcheco/checo: Kandřín-Kozlí, em alemão: Kandrzin-Cosel, em silesiano: Kandrzin-Koźle) é um município no sudoeste da Polônia, na voivodia de Opole e sede do condado de Kędzierzyn-Koźle. Está localizada na parte sudeste da planície da Silésia, na planície de Racibórz (planície Kozielska ) na Alta Silésia, no rio Óder, na foz do Canal de Gliwice e na foz do rio Kłodnica.
Foi fundada em 1975 pela combinação de quatro organismos administrativos distintos: Kędzierzyn, Koźle, Sławięcice e Kłodnica . Um dos maiores portos fluviais da Polônia está localizado em Koźle. Uma das maiores fábricas de produtos químicos da Polônia — Grupa Azoty ZAK, bem como a holding “Blachownia” estão localizadas em Kędzierzyn-Koźle. É a segunda maior cidade da voivodia de Opole em termos de população e área.
Estende-se por uma área de 123,7 km², com 54 029 habitantes, segundo o censo de 31 de dezembro de 2024, com uma densidade populacional de 437 hab./km².

## Geografia

### Localização
A cidade está situada na parte sudeste da voivodia de Opole, na parte central da mesorregião da Bacia de Racibórz. Ao longo do rio Óder, esta mesorregião é a parte mais ao sul da planície silesiana. No leste, faz fronteira com o planalto Rybnik, o planalto Katowice e Garb Tarnogórski, no oeste com o planalto Głubczyce. No sul, o Vale do Óder conecta com a planície de Racibórz e com a planície de Ostrava.
Segundo dados de 31 de dezembro de 2023, a área da cidade era de 123,7 km².

### Ambiente geográfico
Na área de Kędzierzyn-Koźle, a diferença de elevação é de 50 m. O ponto mais alto fica nas florestas, na fronteira leste da cidade e atinge 215,3 m acima do nível do mar. A área inclina-se em direção ao vale do rio Óder, e o próprio vale se inclina para o norte. O ponto mais baixo é aquele onde o rio Óder deixa a cidade, e sua altura é de cerca de 165 m acima do nível do mar. A altura média da cidade é de 180 m acima do nível do mar. Pode-se acrescentar que o ponto mais alto permanente da cidade é o topo da chaminé E de 150 metros na Usina de Blachownia (distrito de Blachownia — rua Energetyków 11), que também é o edifício mais alto da cidade, atingindo uma altura de cerca de 350 m acima do nível do mar.
A maioria da cidade está situada no fundo dos vales dos rios: o rio Óder e seu afluente da margem direita, o rio Kłodnica. As áreas localizadas a leste das margens do rio Óder são um terraço fluvial plano. A parte nordeste da cidade é composta por coberturas de loesse, que fazem parte do cume Chełm (maciço da montanha de Santa Ana).

### Solos
A cobertura do solo na área de Kędzierzyn-Koźle é caracterizada por uma diferenciação relativamente forte, e os tipos de solo mais importantes são:
- Solos marrons — na parte norte da cidade (Cisowa, Miejsce Kłodnickie, Sławięcice)
- Solos podzólicos — na parte sudeste da cidade, nas áreas florestais entre o conjunto habitacional Azoty e a aldeia de Stara Kuźnia
- Solos menos profundos, feitos de areias argilosas e lavouras leves, e solos podzólicos feitos de areia e cascalho (na área de Sławięcice)
- Solos enferrujados, feitos de areias soltas na área florestal entre Cisowa e a conexão do Canal de Gliwice com o Óder
- Solos aluviais — nos vales dos rios Óder e Kłodnica

### Proteção ambiental
Conforme o relatório da Organização Mundial da Saúde, em 2016 Kędzierzyn-Koźle foi classificada como a trigésima terceira cidade mais poluída da União Europeia. Em um relatório conjunto do Greenpeace e da AirVisual, Kędzierzyn-Koźle foi listada como a 6.ª cidade mais poluída da Polônia e a 21.ª da Europa com partículas de PM2,5 (poeira suspensa com diâmetro não superior a 2,5 μm, considerado o mais nocivo à saúde humana entre todos os poluentes atmosféricos) em 2018.

#### Flora e fauna
A riqueza da flora de Kędzierzyn-Koźle é constituída por mais de 400 espécies de plantas que ocorrem nos limites da cidade. Além de espécies comuns, como lenhosas: pinheiro, abeto, larício, carvalho (pedúnculo e vermelho), tília, bordo (comum e sicômoro), freixo, amieiro, choupo (negro e tremedor), salgueiro (várias espécies) e bétula; há arbustos: sabugueiro, espinheiro, pado, rosa, amora-preta, mirtilo e visgo; ervas: gramínea, junça, junco, espadana, inclusive caniços, cálamos e taboas que formam canaviais, artemísias e mastruz Também existem espécies raras e protegidas na região. Treze espécies de plantas protegidas foram encontradas na cidade, incluindo: hera-comum, ásaro-comum, pervinca-comum, soldados-d'água, lírio-d'água-amarelo, açafrão-do-prado, rosa-de-gueldres e Daphne-de-fevereiro.
O mundo animal também é rico. Existem espécies de todo o espectro de habitats aqui. Fauna aquática, como: efeméridas e libélulas (donzelinhas, libélula-de-ventre-plano e ésnidos), alfaiates, percevejos e besouros; anfíbios, tais como: rãs (verdes e marrons), sapos-de-barriga-de-fogo, sapos; aves: mergulhões, gansos, patos, saracuras, frangos-d'água, garças, perdizes-cinzentas, faisões-coleira e pardais, tentilhões, chapins e corvos; mamíferos: veados, corças e javalis.
Há 4 áreas ecológicas na cidade:
- Oczko za składnicą
- Kaczy Dół
- Żabi Dół
- Ostojnik

### Hidrografia

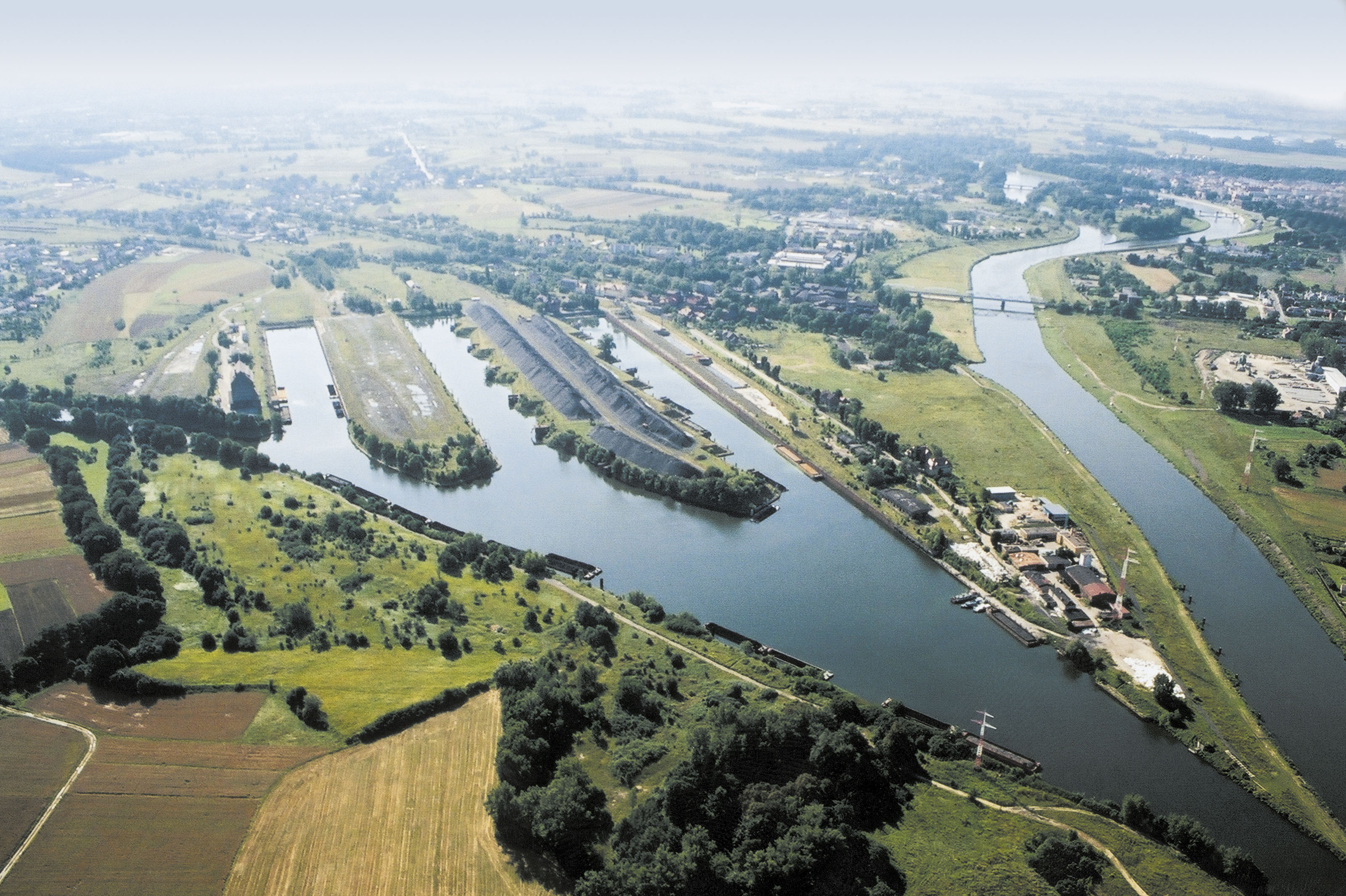
Porto no distrito de Koźle-Port, à esquerda o Canal de Gliwice, à direita o rio Óder

A rede de rios é formada pelo rio Óder e seu afluente direito Kłodnica (ele deságua no rio Óder a sudeste do centro do distrito de Koźle).
As hidrovias artificiais desempenham um papel distinto na estrutura da rede hidrográfica da cidade. Dois canais usavam o curso do vale natural do curso de água do Kłodnica: o Canal Kłodnica (não funciona mais) e o Canal de Gliwice. O terceiro canal é o Canal Kędzierzyński, sendo uma ramificação do Canal de Gliwice para o ZAK Spółka Akcyjna. O Canal Odra-Dunaj-Łaba conectando Koźle com Viena permaneceu na esfera dos planos.
| Rios            |                           |
| Nr.             | Nome                      |
| 1               | Kłodnica                  |
| 2               | Óder                      |
| Lagos marginais |                           |
| 1               | Lago marginal do Kłodnica |
| 2               | Lago marginal do Óder     |

| Córregos |                            |
| Nr.      | Nome (nome alternativo)    |
| 1        | Cisowa (Lenartowski Potok) |
| 2        | Koźlanka (Golka)           |
| 3        | Miejski Potok (Młynówka)   |
| 4        | Młyńska Struga             |
| 5        | Potok Lineta (Olszówka)    |
| 6        | Poleśnica                  |
| 7        | Większycka Woda            |

| Canais |               |
| Nr.    | Nome          |
| 1      | Gliwice       |
| 2      | Ulgi          |
| 3      | Kędzierzyński |
| 4      | Kłodnicki     |
| 5      | Stary Kanał   |
| Lagos  |               |
| 1      | Kuźniczka     |
| 2      | Trójkąt       |

### Clima
Conforme a classificação climática de Köppen-Geiger, Kędzierzyn-Koźle situa-se na zona Cfb − clima temperado oceânico. Na cidade de Kędzierzyn-Koźle, a temperatura média anual é de 9,6 °C. Nesta área, a precipitação média anual é de 733 mm. Está localizada no Hemisfério Norte. Os meses de verão são: junho, julho, agosto, setembro. O mês mais seco é fevereiro, com 41 mm de precipitação. O mês mais quente do ano é julho, com temperatura média de 19,9 °C. A temperatura média mais baixa do ano ocorre em janeiro e é de aproximadamente -1,3 °C.
Com média de 98 mm, a maior precipitação ocorre no mês de julho. A diferença de precipitação entre o mês mais seco e o mais úmido é de 57 mm. A variação de temperatura durante o ano é de 21,2 °C. O mês com a maior umidade relativa é novembro (82,72%). O mês com a menor umidade relativa é abril (67,27%). O mês com o maior número de dias de chuva é julho (10 dias), o de menor número é outubro (7 dias).
| Dados climatológicos para Kędzierzyn-Koźle | Dados climatológicos para Kędzierzyn-Koźle | Dados climatológicos para Kędzierzyn-Koźle | Dados climatológicos para Kędzierzyn-Koźle | Dados climatológicos para Kędzierzyn-Koźle | Dados climatológicos para Kędzierzyn-Koźle | Dados climatológicos para Kędzierzyn-Koźle | Dados climatológicos para Kędzierzyn-Koźle | Dados climatológicos para Kędzierzyn-Koźle | Dados climatológicos para Kędzierzyn-Koźle | Dados climatológicos para Kędzierzyn-Koźle | Dados climatológicos para Kędzierzyn-Koźle | Dados climatológicos para Kędzierzyn-Koźle | Dados climatológicos para Kędzierzyn-Koźle |
| Mês | Jan                                        | Fev                                        | Mar                                        | Abr                                        | Mai                                        | Jun                                        | Jul                                        | Ago                                        | Set                                        | Out                                        | Nov                                        | Dez                                        | Ano                                        |
| --- | ------------------------------------------ | ------------------------------------------ | ------------------------------------------ | ------------------------------------------ | ------------------------------------------ | ------------------------------------------ | ------------------------------------------ | ------------------------------------------ | ------------------------------------------ | ------------------------------------------ | ------------------------------------------ | ------------------------------------------ | ------------------------------------------ |
| Temperatura máxima média (°C) | 1,3                                        | 3,2                                        | 8,2                                        | 14,5                                       | 19,0                                       | 22,1                                       | 24,3                                       | 24,2                                       | 19,3                                       | 13,8                                       | 8,3                                        | 3,1                                        | 13,4                                       |
| Temperatura média (°C) | −1,3                                       | −0,1                                       | 3,9                                        | 9,6                                        | 14,4                                       | 17,9                                       | 19,9                                       | 19,6                                       | 15,0                                       | 10,1                                       | 5,5                                        | 0,7                                        | 9,6                                        |
| Temperatura mínima média (°C) | −4,0                                       | −3,4                                       | −0,4                                       | 4,2                                        | 9,1                                        | 12,9                                       | 15,0                                       | 14,6                                       | 10,6                                       | 6,5                                        | 2,8                                        | −1,8                                       | 5,5                                        |
| Precipitação (mm) | 47                                         | 41                                         | 51                                         | 51                                         | 77                                         | 81                                         | 98                                         | 68                                         | 69                                         | 51                                         | 51                                         | 48                                         | 733                                        |
| Dias com chuva | 8                                          | 8                                          | 9                                          | 8                                          | 9                                          | 9                                          | 10                                         | 8                                          | 8                                          | 7                                          | 8                                          | 8                                          | 100                                        |
| Umidade relativa (%) | 82                                         | 80                                         | 74                                         | 67                                         | 68                                         | 68                                         | 68                                         | 67                                         | 72                                         | 77                                         | 82                                         | 82                                         | 73,9                                       |
| Insolação (h) | 3,4                                        | 4,3                                        | 5,9                                        | 8,8                                        | 10,0                                       | 10,8                                       | 11,2                                       | 10,4                                       | 7,6                                        | 5,3                                        | 3,9                                        | 3,4                                        | 85,0                                       |
| Fonte: Climate-Data.org Dados: 1991−2021: temperatura mínima (°C), temperatura máxima (°C), precipitação (mm), umidade, dias chuvosos. Dados: 1999−2019: horas de sol |                                            |                                            |                                            |                                            |                                            |                                            |                                            |                                            |                                            |                                            |                                            |                                            |                                            |

### Comércio
Há lojas de varejo das seguintes redes na cidade:
- Action,
- Aldi,
- Biedronka,
- Carrefour,
- Castorama,
- Dealz,
- Delikatesy Centrum,
- Dino,
- Groszek,
- Kaufland,
- Lewiatan,
- Lidl,
- Netto,
- Odido,
- Stokrotka,
- TEDi,
- Żabka.

No distrito de Pogorzelec, existe um centro comercial, “Odrzańskie Ogrody”, que abriga mais de 70 lojas e uma área de restaurantes, cafés, o cinema “Helios” e uma academia.

### Divisão administrativa

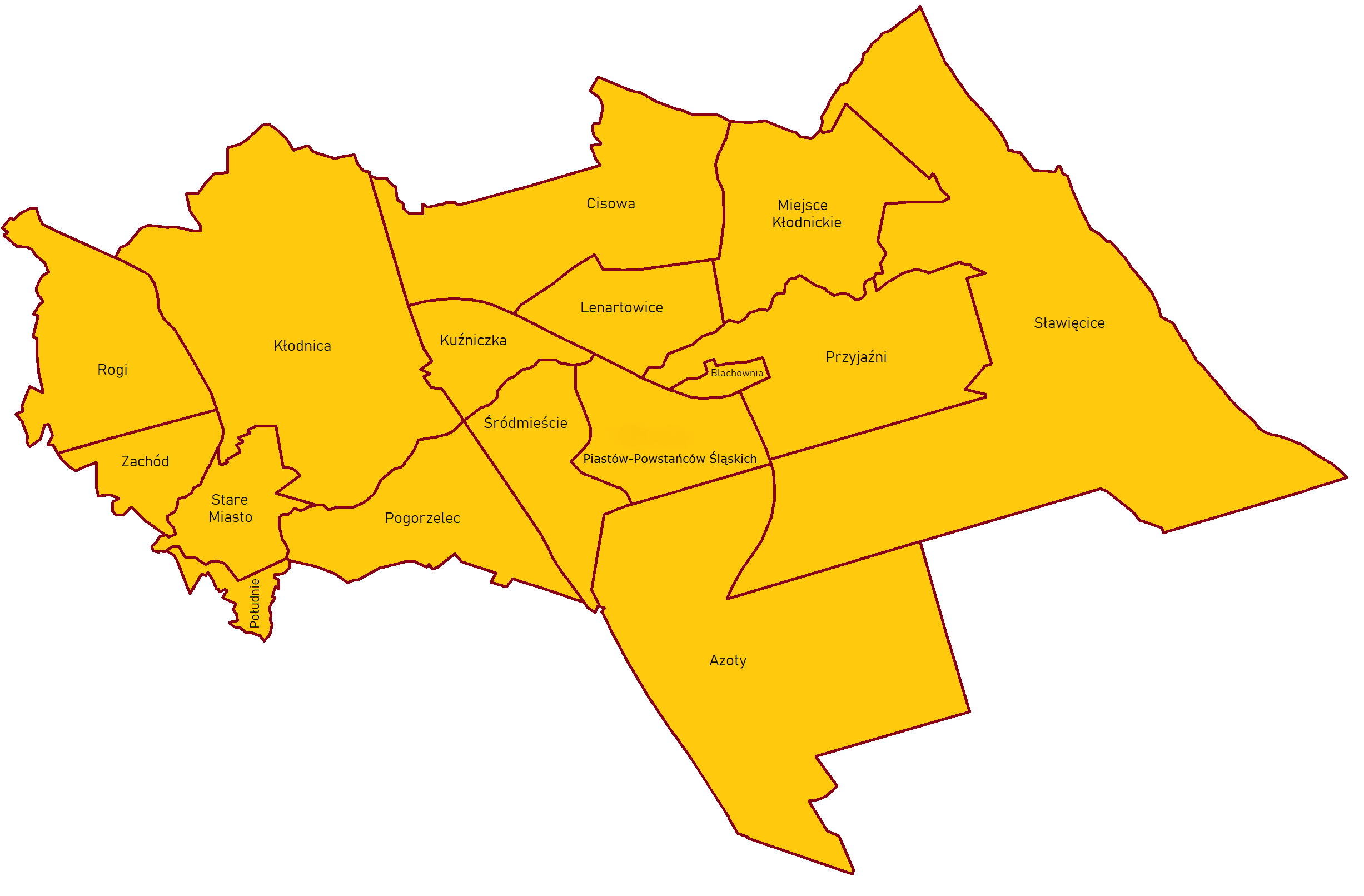
Divisão administrativa de Kędzierzyn-Koźle

Kędzierzyn-Koźle não forma um todo coerente − distritos claramente separados são limitados por florestas, prados e campos aráveis. A cidade foi fundada em 1975 pela combinação de quatro organismos administrativos distintos: Kędzierzyn, Koźle, Kłodnica e Sławięcice (cidade e comuna).
Está dividida em 16 conjuntos habitacionais (unidades auxiliares da comuna):
- Azoty
- Blachownia Śląska
- Cisowa
- Kłodnica
- Kuźniczka
- Lenartowice
- Miejsce Kłodnickie
- Piastów-Powstańców Śląskich
- Pogorzelec
- Południe
- Przyjaźni
- Rogi
- Sławięcice
- Cidade Velha
- Śródmieście
- Zachód

Além disso, é costume distinguir Bial Ług, Dąbrowa, Grabina, Koźle-Port, Krężel, Lasaki, Lisak, Malchów, Osiedle Piastów, Osiedle Powstańców Śląskich, Rybarze, Zmudzona e Żabieniec, mas atualmente não são unidades auxiliares da cidade.

### Condado
A cidade é a sede do governo local do condado de Kędzierzyn-Koźle.

## Toponímia

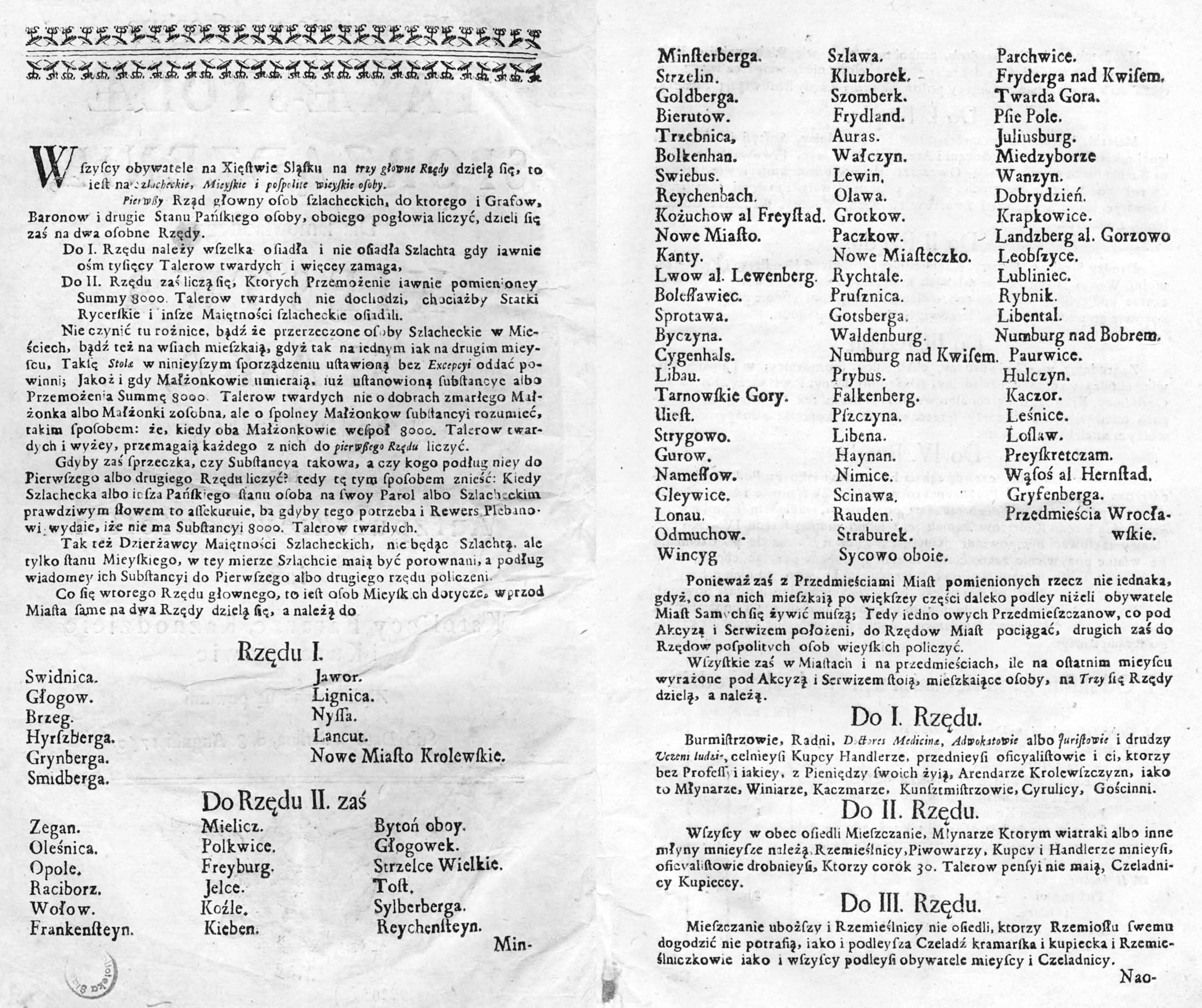
Koźle entre outros nomes de cidades da Silésia em um documento oficial prussiano de 1750 emitido em polonês em Berlim

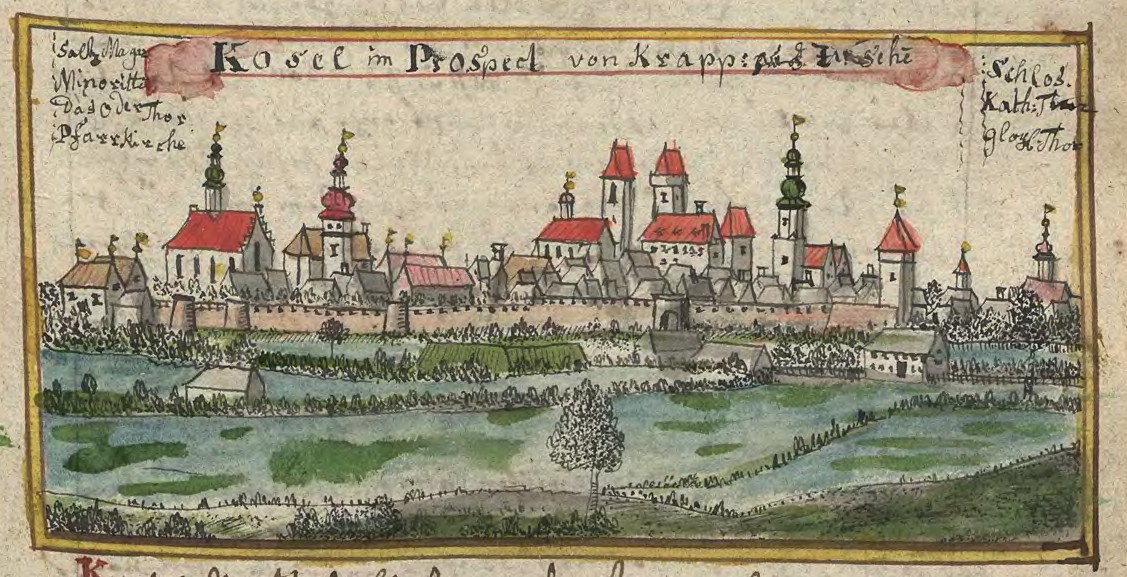
Panorama da cidade de Koźle (primeira metade do século XVIII)

O nome da cidade vem da combinação dos nomes de duas cidades — Kędzierzyn e Koźle. A primeira fonte de informações sobre o assentamento fortificado de Kosle vem da Kronika Galla Anonima, escrita em latim nos anos 1112–1116 por Galo Anônimo. Por sua vez, em 1283 o nome de Kędzierzyn foi mencionado em uma forma latinizada como Kandersino, e em 1410, Candirsyn. Em um documento oficial prussiano de 1750, publicado em polonês em Berlim por Frederico, o Grande, Koźle é mencionada entre outras cidades da Silésia. O nome Koźle no livro “Um breve esboço da geografia da Silésia para a ciência inicial” publicado em Głogówek em 1847 foi mencionado pelo escritor silesiano Józef Lompa. O nome polonês Kędzierzyn e o alemão Kandrzin e a estação ferroviária Kosel-Kandrzin estão listados no Dicionário Geográfico do Reino da Polônia publicado na virada dos séculos XIX e XX.
Em 1934, as autoridades do Terceiro Reich mudaram o nome da cidade de Kandrzin para Heydebreck O.S., que vigorou até 1945. O novo nome homenageou o comandante da unidade voluntária alemã, Peter von Heydebreck, que durante a Terceira Revolta da Silésia lutou na Batalha da Montanha de Santa Ana e capturou Kędzierzyn.
Em 30 de outubro de 1975, três outras cidades foram incorporadas a Kędzierzyn: Koźle, Kłodnica e Sławięcice, e a comuna de Sławięcice, enquanto o nome da cidade resultante permaneceu inalterado por três dias. O nome oficial atual “Kędzierzyn-Koźle” entrou em vigor em 3 de novembro de 1975.

## História

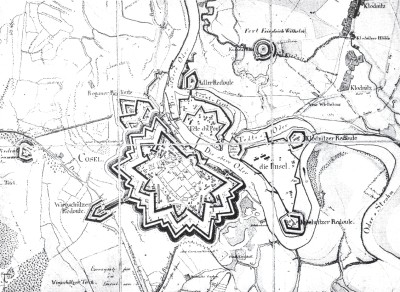
Planta da Fortaleza de Kozielsk em 1851

Os primeiros registros históricos de Koźle datam de 1104, mas não foram concedidos privilégios de cidade até 1281. Essas terras faziam parte do principado de Koźle-Bytom, que a partir de 1289 foi um feudo do rei tcheco. Em 1526, o Ducado de Koźle-Bytom com os tchecos ficou sob o domínio dos Habsburgos. A partir de 1741 sob o governo da Prússia. Em 1743, iniciou a expansão da fortaleza de Koźle. O desenvolvimento econômico significativo de toda a área começou com a construção do Canal de Kłodnica (1792–1812). Em 1807, a fortaleza de Koźle foi sitiada pelo exército napoleônico. Em 1845, foi inaugurada a linha ferroviária Opole-Gliwice — foi o início do desenvolvimento da aldeia de Kędzierzyn, onde se localizava a estação ferroviária. A partir desse momento, Kędzierzyn começou seu desenvolvimento sistemático às custas de Koźle, cujo desenvolvimento foi limitado pela existência da fortaleza. A situação não mudou com a liquidação da fortaleza de Koźle em 1873 e a construção de um porto fluvial em Koźle (1891–1908). Em 1921, a área foi um campo de batalha durante a Terceira Revolta da Silésia. Essas terras, sob o plebiscito, permaneceram nas fronteiras da Alemanha. Nos anos de 1934 a 1938, um novo Canal de Gliwice foi construído. Em 1945, com a derrota dos alemães na Segunda Guerra Mundial e a conquista da cidade pelo Exército Vermelho, a cidade passou a fazer parte da Polônia. Em 1951, Kędzierzyn recebeu os direitos de cidade, em 1973 Kłodnica e novamente Sławięcice. Em 1975, três cidades (Koźle, Kłodnica e Sławięcice) e a comuna de Sławięcice foram anexadas a Kędzierzyn, dando origem à atual cidade de Kędzierzyn-Koźle.

## Demografia
| N.º | Conjuntos habitacionais | Habitantes |
| 1   | Śródmieście             | 11 070     |
| 2   | Pogorzelec              | 10 330     |
| 3   | Piastów                 | 7 536      |
| 4   | Zachód                  | 5 152      |
| 5   | Kłodnica                | 3 907      |
| 6   | Cidade Velha            | 3 342      |

| N.º | Conjuntos habitacionais | Habitantes |
| 7   | Sławięcice              | 2 466      |
| 8   | Blachownia              | 2 386      |
| 9   | Cisowa                  | 1 827      |
| 10  | Azoty                   | 1 724      |
| 11  | Rogi                    | 1 177      |
| 12  | Kuźniczka               | 1 008      |

| N.º   | Conjuntos habitacionais | Habitantes |
| 13    | Południe                | 692        |
| 14    | Przyjaźni               | 522        |
| 15    | Lenartowice             | 483        |
| 16    | Miejsce Kłodnickie      | 341        |
| Total | Total                   | 53 963     |

Kędzierzyn-Koźle está subordinada ao Serviço de Estatística em Opole, filial em Prudnik.
Conforme os dados do Escritório Central de Estatística da Polônia (GUS) de 31 de dezembro de 2024, Kędzierzyn-Koźle é uma cidade pequena com uma população de 54 029 habitantes (2.º lugar na voivodia de Opole e 75.º na Polônia), tem uma área de 123,7 km² (2.º lugar na voivodia de Opole e 22.º lugar na Polônia) e uma densidade populacional de 437 hab./km² (21.º lugar na voivodia de Opole e 630.º lugar na Polônia). Nos anos 2002-2024, o número de habitantes diminuiu 19,1%.
Os habitantes de Kędzierzyn-Koźle constituem cerca de 63,03% da população do condado de Kędzierzyn-Koźle, constituindo 5,79% da população da voivodia de Opole.
| Descrição                         | Total      | Total     | Mulheres   | Mulheres  | Homens     | Homens    |
| --------------------------------- | ---------- | --------- | ---------- | --------- | ---------- | --------- |
| unidade                           | habitantes | %         | habitantes | %         | habitantes | %         |
| população                         | 54 029     | 100       | 28 368     | 52,5      | 25 661     | 47,5      |
| superfície                        | 123,7 km²  | 123,7 km² | 123,7 km²  | 123,7 km² | 123,7 km²  | 123,7 km² |
| densidade populacional (hab./km²) | 437        | 437       | 229,4      | 229,4     | 207,6      | 207,6     |

## Monumentos históricos

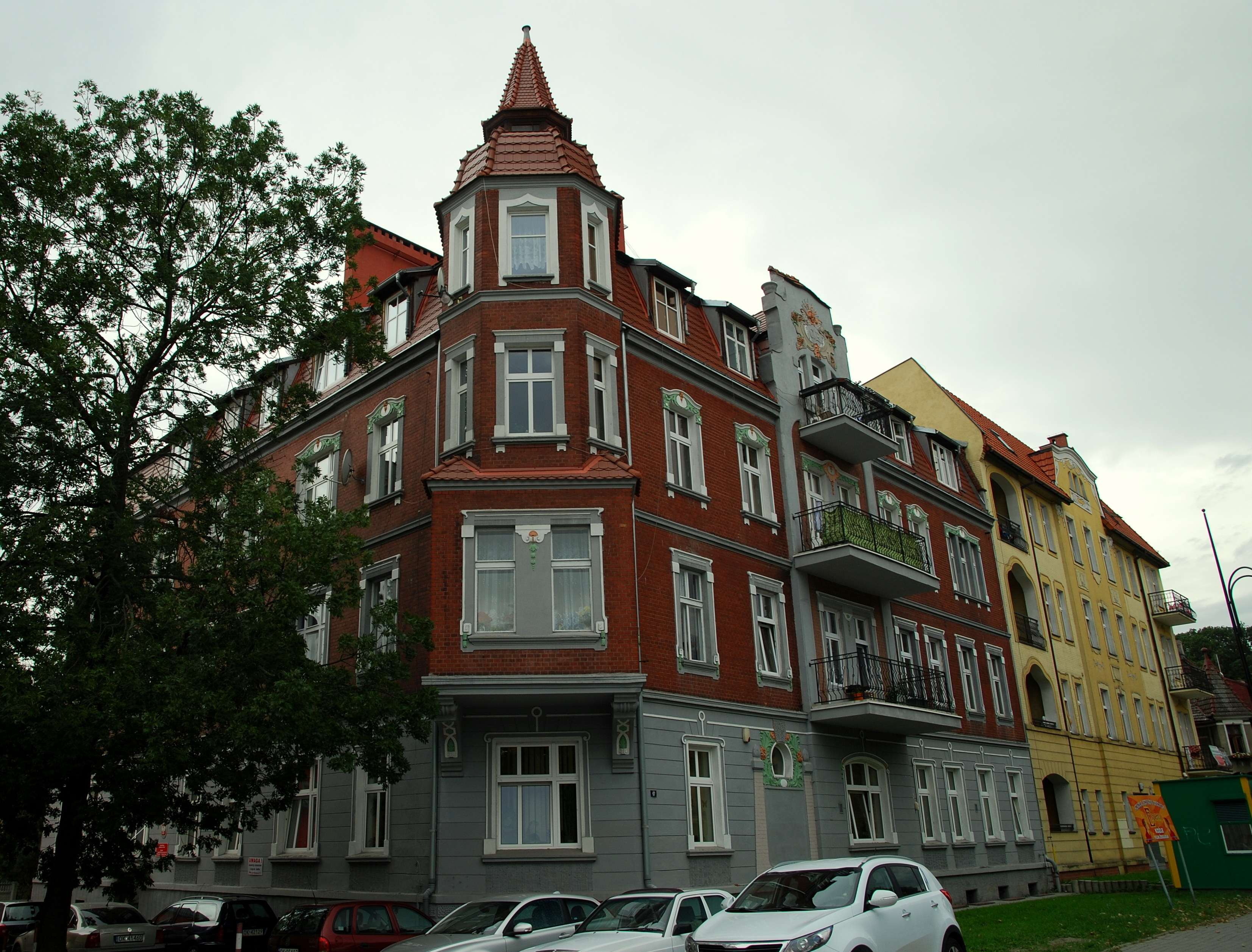
Edifícios, rua Piastowska 17

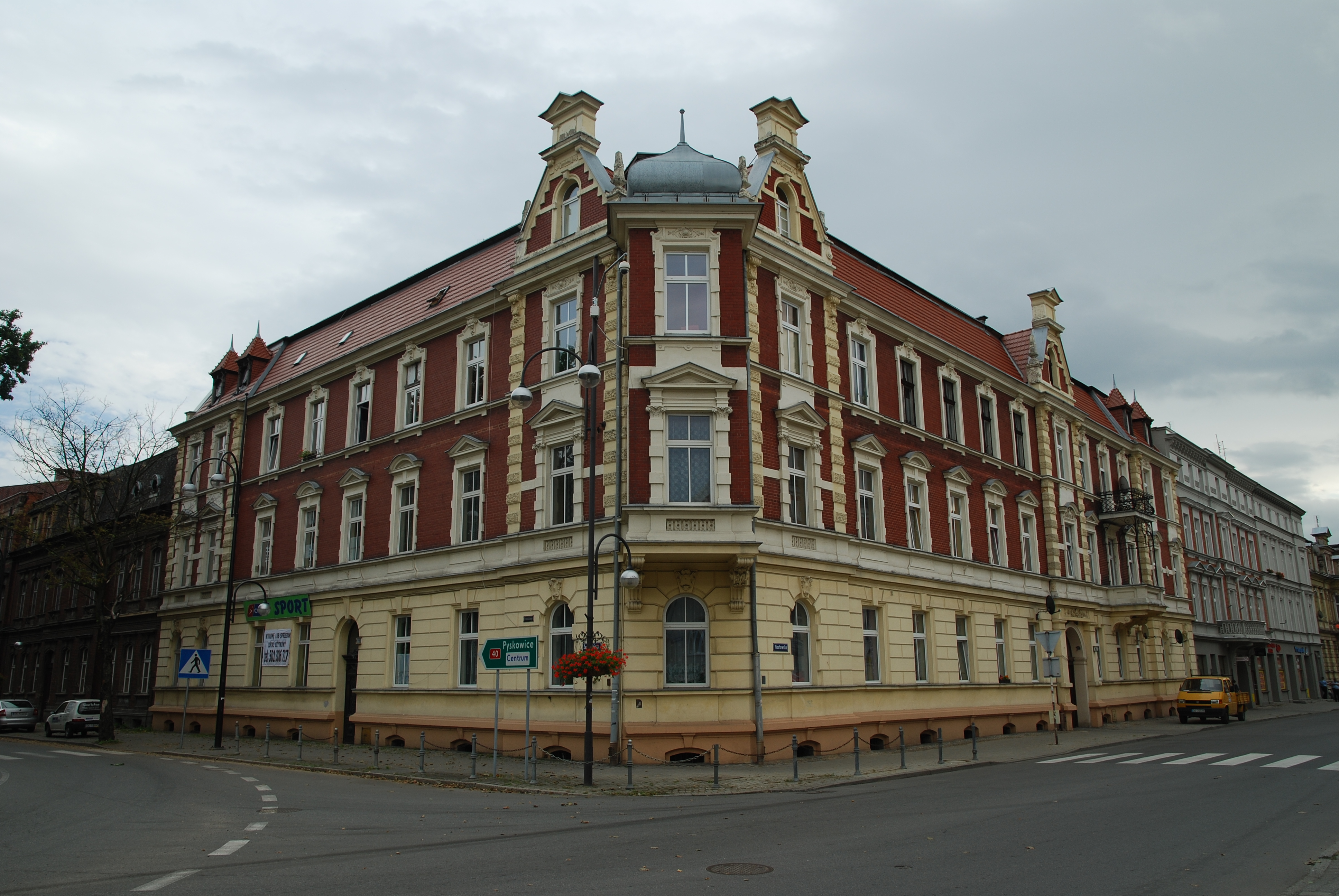
Edifícios, rua Żeromskiego 9

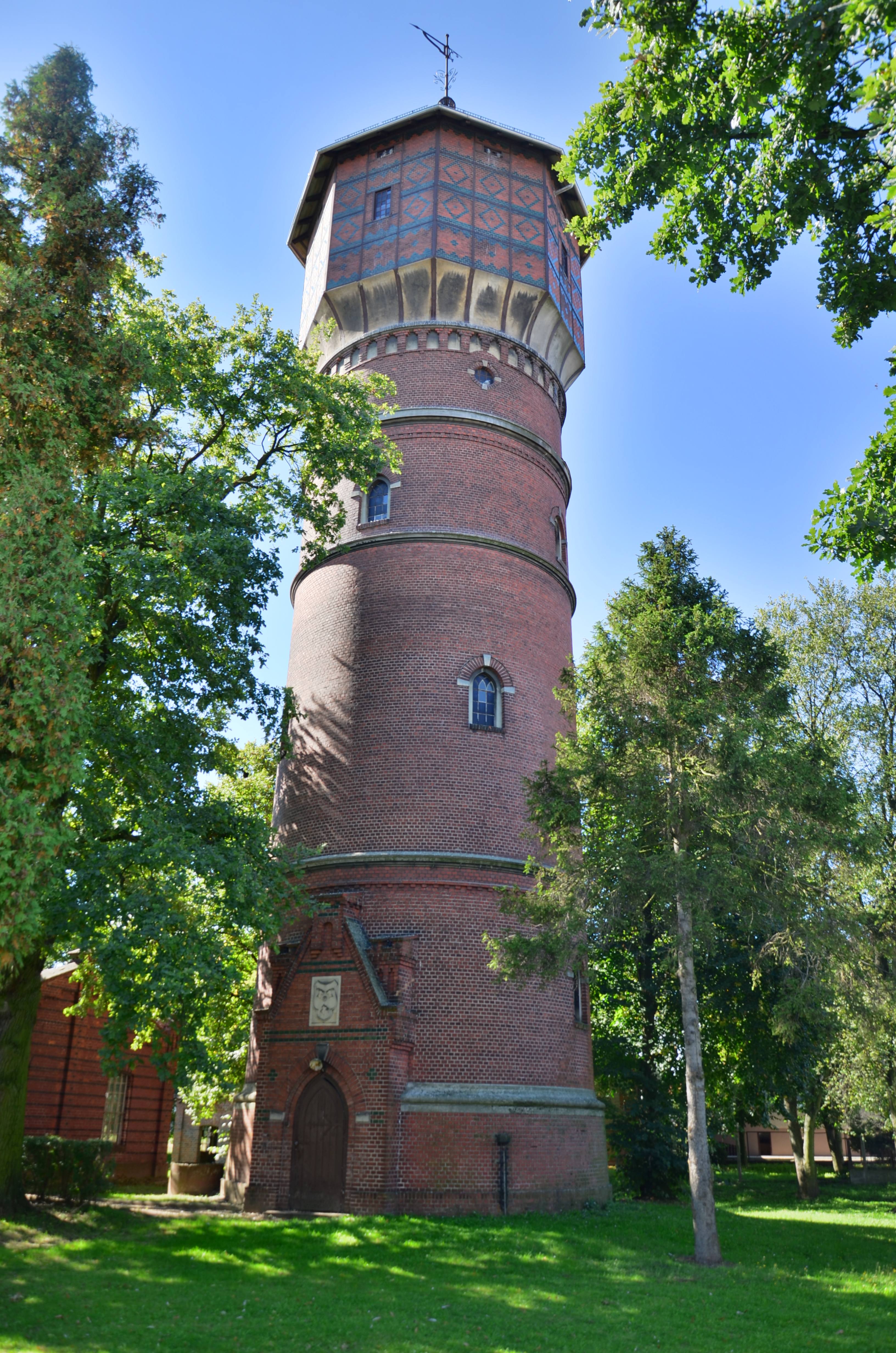
Caixa d'água no complexo municipal de abastecimento de água

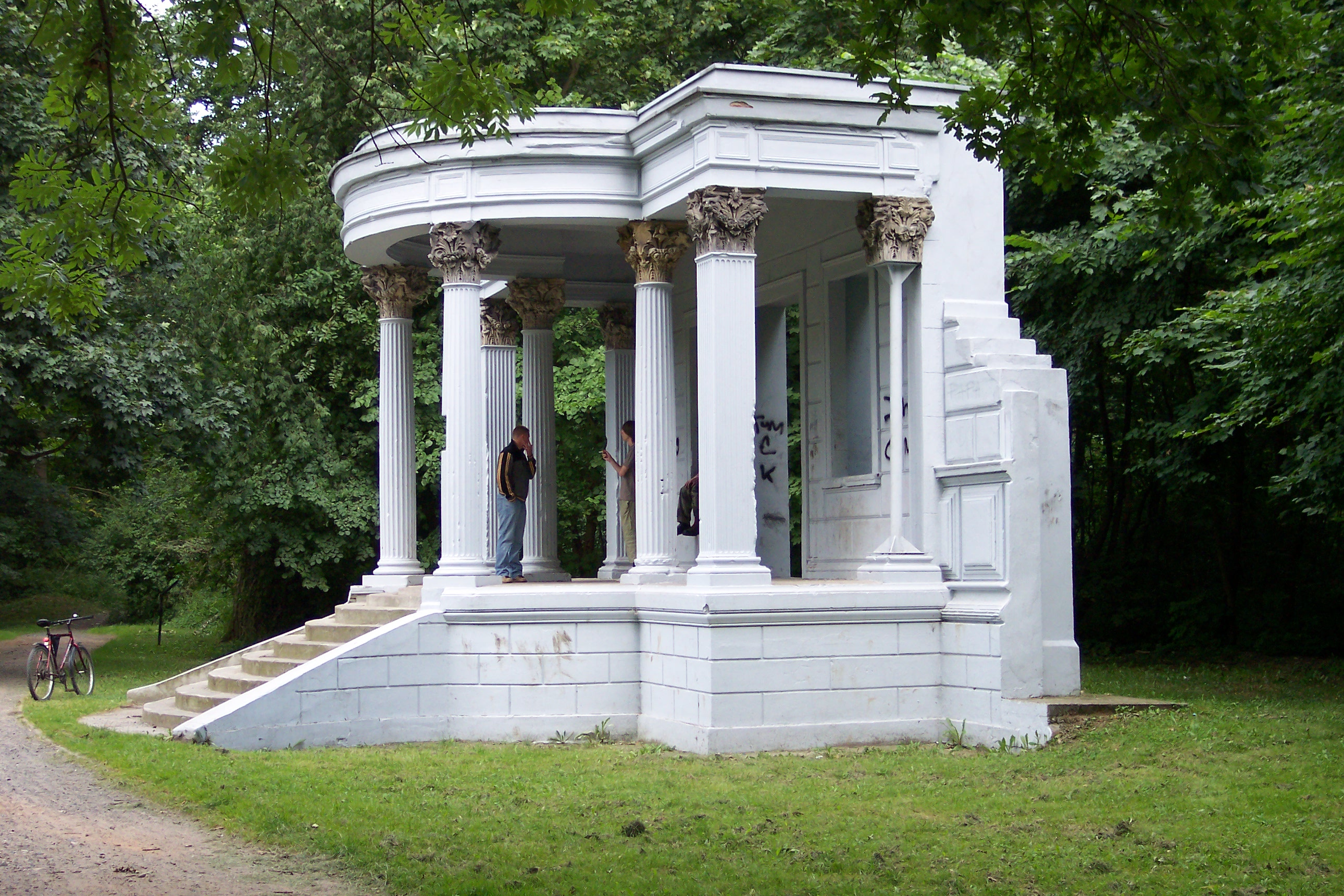
Ruínas do palácio (parque em Sławięcice)

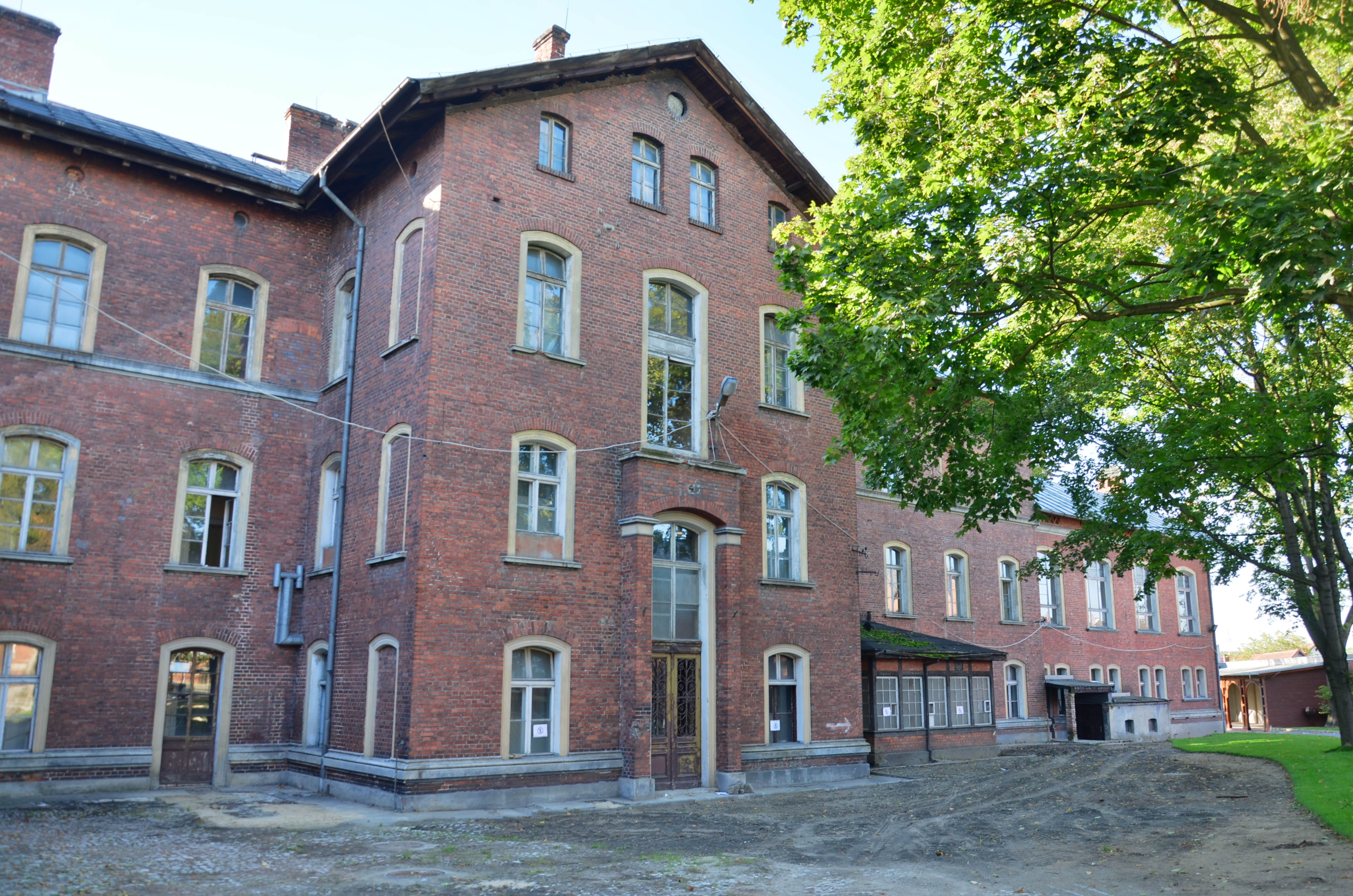
Antigo complexo hospitalar R. Kocha - Sławięcice

No registro de monumentos imóveis da voivodia de Opole em 31 de maio de 2017, há 76 objetos da área de Kędzierzyn-Koźle:
Koźle, Kędzierzyn
- Cidade Velha em Koźle (como parte das suposições medievais)
- Igreja de São Sigismundo e Santa Edwiges da Silésia, rua Złotnicza, de 1489 — século XV, 1570, século XIX, com uma torre gótico-renascentista
- Igreja de São Nicolau, rua Judyma 1, de 1901 a 1902 em Kędzierzyn
- Igreja de Nossa Senhora das Dores, rua Kłodnicka 2, de 1928
- Complexo do mosteiro franciscano, rua Doktora Wojciecha Czerwińskiego 5: igreja da Assunção da Bem-Aventurada Virgem Maria, construída em 1751–1753, mosteiro, hoje escritórios, de 1753 — século XVIII, século XIX
- Igreja Evangélica-Augsburgo, rua Głowackiego 17, de 1902 a 1903
- Campanário da capela, o assim chamado Pańszczyźniana, rua Wyspiańskiego, de 1814
- Túmulos de soldados poloneses, participantes da Campanha de setembro de 1939, no cemitério católico, rua Cmentarna
- Vala comum de soldados do 1.º Exército das Forças Armadas Polonesas que morreram em 1945
- Cemitério de guerra dos soldados do Exército Soviético, rua Jana Pawła II em Kędzierzyn
- Castelo em Koźle — a primeira fase do castelo foi provavelmente erguida como a residência do castelão ao mesmo tempo que o foral da cidade por Kazimierz Opolski, datado de 1222. Seu primeiro administrador conhecido foi o castelão de Naczesław, mencionado nos anos de 1222–1230. O complexo foi construído em tijolo sobre um alicerce de pedra e na primeira fase consistia numa torre residencial autônoma em estilo românico tardio. Quando nos anos 1312–1335 a cidade se tornou a capital do principado independente de Koźle, governado independentemente por Władysław a partir de 1303, o castelo foi expandido para servir como a residência do príncipe e os aposentos da corte, mencionados em 1283. A torre foi circundada por uma parede perimetral com contorno semelhante a um quadrado com dimensões de 41,5 × 42,8 m, com um portão localizado a leste e uma torre quadrangular erguida no canto sudeste. A reconstrução no estilo renascentista data de 1558–1562, durante a qual os edifícios das alas sul e oeste foram construídos.[48]
- Muralhas defensivas de Koźle, do século XIV, a partir de meados do século XVI: ruína das muralhas, rua Kraszewski, ruína dos muros de contenção com partes do  bastião semicircular — bastião, junto ao castelo
- Fortificações “Fryderycjańskie” da Fortaleza de Koźle: diques e fossos, alvenaria e terra, do século XVIII. Fragmentos de fortificações na margem esquerda do rio Óder, cinco cantos da circunferência do aterro principal, fragmentos do circuito de combate interno e uma ruptura com vários hangares de pólvora sobreviveram; a encosta anterior com o fosso foi transformada em praças da cidade e fortificações espalhadas na margem direita: Forte Frederico Guilherme, Torre de Montalembert, Forte Rondel, rua Portowa do século XVIII, abrigo subterrâneo da fortaleza erguida nos séculos XVIII-XIX, construção da fortaleza do século XVIII/XIX, poço da fortaleza do século XIX, rua Konopnicka, Żeromskiego, Piramowicza, Skarbowa, Planty, Zamkowa, Potteryska, Targowa
- Parque urbano, nas fortificações da Fortaleza de Koźle, a partir da metade do século XIX
- Casa, rua Bolesława Chrobrego 20, a partir do século XX
- Paiol, atualmente armazém, rua Garncarska 1, do século XVIII/XIX
- Casa, rua Grunwaldzka 5, do início do século XX
- Casa, rua Łukasiewicza 9, de 1908, Correios, Banco PKO, Caritas
- Casa, rua Matejki 10–12, de 1900–1910
- Casas, rua Pamięci Sybiraków 2, do final do século XVIII — 1920, n.º 4, do século XVIII ao século XX
- Casas, rua Piastowska 3, 5, 7, 17, 33, do final do século XIX/XX
- Casa, rua Piramowicza 17, do século XIX/XX, um antigo hospital
- Edifício administrativo do antigo governante do condado, atualmente prefeitura, rua Piramowicza 32, 1909–1910: a casa do zelador
- Prisão com guarda, rua Racławicka 10, do quarto quarto do século XIX
- Casas, praça principal 1, 2, de 1798, 1800, século XVIII a XX
- Casino militar, atualmente Centro Cultural Municipal, rua Skarbowa 10, de 1930
- Casa, rua Skłodowskiej 7, do século XIX/XX
- Casa senhorial, rua Sławięcicka 3, de 1930: solar, parque
- Três edifícios de quartéis, atualmente casas residenciais, rua Targowa 13/15, 17/21, 23/27, de 1776–1778, século XIX a XX
- Casa, rua Żeromskiego 9, final do século XIX
- Complexo municipal de abastecimento de água, rua Filtrowa 14, 1900–1902: torre de água, estação de bombeamento, prédio de escritórios
- Torres de pressão PKP n.º 1 e uma estação de bombeamento com uma estação de transformador, n.º 2, n.º 3, n.º 4, rua Towarowa em Kędzierzyn, de 1908 a 1914, torre de abastecimento de água dos Caminhos de Ferro Poloneses, na estação Koźle-Port, de 1905
- Antigo Canal Kłodnica, que conectava Koźle com Gliwice (construído em 1792–1812) em Kłodnica, dentro da cidade e na voivodia
- Seis eclusas — a eclusa Koźle, reformada após a enchente em 1997, a eclusa IV não existe mais

Kłodnica
- Casa, rua Krasickiego 12, de madeira, do século XIX, não existe mais

Sławięcice
- Igreja paroquial de Santa Catarina, de 1864–1869, rua Staszic, inscrita no livro de registro
- Complexo do presbitério na igreja de Santa Catarina, rua Staszica 1, do século XIX: presbitério, anexo, mirante no jardim
- Complexo palaciano, dos séculos XVIII e XIX, um dos maiores parques da voivodia: um pavilhão de jardim barroco —  miradouro, de 1802, uma casa de jardineiro clássico tardio de 1830, um parque; sepultura coletiva de insurgentes da Silésia, de 1921
- Complexo hospitalar Roberta Koch, rua Orkana 14, de 1880–1884: edifício residencial e comercial —  pavilhão “A” com conector, edifício administrativo e auxiliar — pavilhão “B” com conector, edifício hospitalar — pavilhão “C”, edifício residencial e utilitário —  pavilhão “D”, de 1925, duas espreguiçadeiras de madeira, vegetação do parque, cerca de tijolos com portões
- Casa, rua Sadowa 95, de 1830, não existe mais
- Hidrelétrica, atualmente casa residencial e industrial, rua Pushkin 1, a partir da metade de século XIX
- Crematório, está localizado no antigo campo nazista, fora do registro: um monumento aos assassinados, na floresta circundante —  inúmeros vestígios de torres de tiro e portões de entrada.

Outros monumentos:
- Sinagoga (atualmente inexistente)
- Cemitério judeu
- Complexo portuário, rua Żeglarska em Koźle-Port tem três piscinas com dispositivos de recarga preservados (basculantes de vagões)
- Abrigo na rua Szymanowski, perto do antigo campo de futebol, enterrado, apenas as chaminés são visíveis
- Capela da servidão, rua Wyspiański em Kłodnica
- Sifão em Lenartowice, rua Nowowiejska, onde o rio Kłodnica corre sob o Canal de Gliwice.

## Divisão utilizável da área da cidade
De acordo com dados SWDE de 2017:
- Área de terreno agrícola: 2 860 ha, incluindo:
  - Terra arável: 2 175 ha.
  - Pomares: 29 ha.
  - Prados: 413 ha.
  - Pastos: 134 ha.
- Florestas e áreas florestais: 5 758 ha.
- Terra restante e vegetação estéril: 3 724 ha.

## Transportes

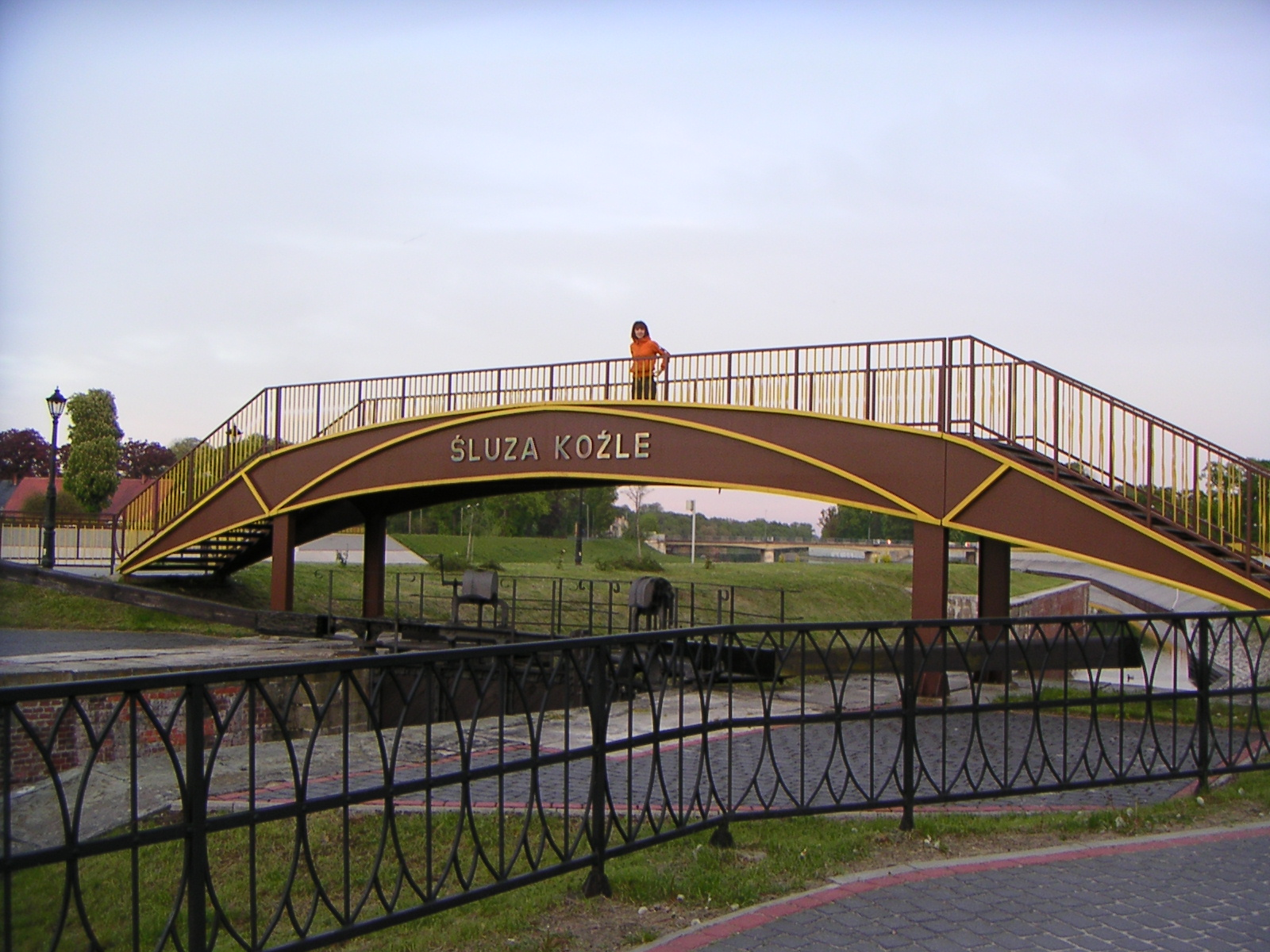
Passarela sobre a eclusa de água em Koźle

### Transporte rodoviário
A cidade está situada no cruzamento das rotas de comunicação da Alta e da Baixa Silésia. A estrada nacional n.º  Głuchołazy-Pyskowice passa por Kędzierzyn-Koźle.
Além disso, as seguintes estradas da voivodia de Opole convergem na cidade:
- Kędzierzyn-Koźle — Gliwice
- Kędzierzyn-Koźle — Brzeźce
- Kędzierzyn-Koźle — Reńska Wieś
- Kędzierzyn-Koźle — Opole
- Kędzierzyn-Koźle — Zawadzkie

Parte do rodoanel foi construído (em 2008, o plano para construir a parte restante do rodoanel com uma nova ponte sobre o rio Óder foi aprovado) e uma conexão conveniente com a autoestrada  Jędrzychowice — Korczowa em Olszowa.
Saídas da autoestrada  na direção de Kędzierzyn-Koźle:
- Dąbrówka até a estrada nacional n.º  Opole — Zabełków
- Gogolin para a estrada provincial n.º
- Krapkowice para a estrada provincial n.º  Dębina — Strzelce Opolskie, e depois na para a estrada provincial n.º
- Olszowa para a estrada provincial n.º
- Łany para a estrada nacional n.º
- Ostropa para a estrada provincial n.º

Existem treze rotatórias no território de Kędzierzyn-Koźle
| Rotatórias na área de Kędzierzyn-Koźle |                                   |                                                                        |                    |
| N.º                                    | Nome                              | Cruzamentos                                                            | Distrito           |
| 1.                                     |                                   | Mościckiego – Grabskiego – Witosa                                      | Azoty              |
| 2.                                     |                                   | Szkolna – Zwycięstwa                                                   | Blachownia         |
| 3.                                     |                                   | Obwodnica Północna – Łącznik                                           | Miejsce Kłodnickie |
| 4.                                     |                                   | Szpaków – Łącznik                                                      | Miejsce Kłodnickie |
| 5.                                     | Księdza Jana Opieli OMI           | Gliwicka – Kozielska                                                   | Pogorzelec         |
| 6.                                     | Milenijne                         | Gliwicka – Al. Armii Krajowej – Wyspiańskiego – Obwodnica Południowa   | Pogorzelec         |
| 7.                                     | Praw Kobiet                       | Gliwicka – Krokusów                                                    | Pogorzelec         |
| 8.                                     | Rafała Wojaczka                   | Kozielska – Tartaczna – Reja                                           | Pogorzelec         |
| 9.                                     | Rotmistrza Witolda Pileckiego     | av. Armii Krajowej – Doktora Anatola Majchera                          | Pogorzelec         |
| 10.                                    |                                   | Przyjaźni – Strzelecka – Energetyków – Łącznik                         | Przyjaźni]]        |
| 11.                                    | Sławięcickie                      | Obwodnica Północna – Sławięcicka                                       | Sławięcice         |
| 12.                                    | Generała Stefana Grota-Roweckiego | av. Armii Krajowej – Obwodnica Północna                                | Śródmieście        |
| 13.                                    | Grunwaldzkie                      | Grunwaldzka – av. Armii Krajowej                                       | Śródmieście        |
| 14.                                    | Konstantego Chmielewskiego        | av. Jana Pawła II – Miła – 1 Maja                                      | Śródmieście        |
| 15.                                    | Solidarności                      | av. Jana Pawła II – Grunwaldzka – Dworcowa – Traugutta – Karola Miarki | Śródmieście        |

#### Transporte de ônibus

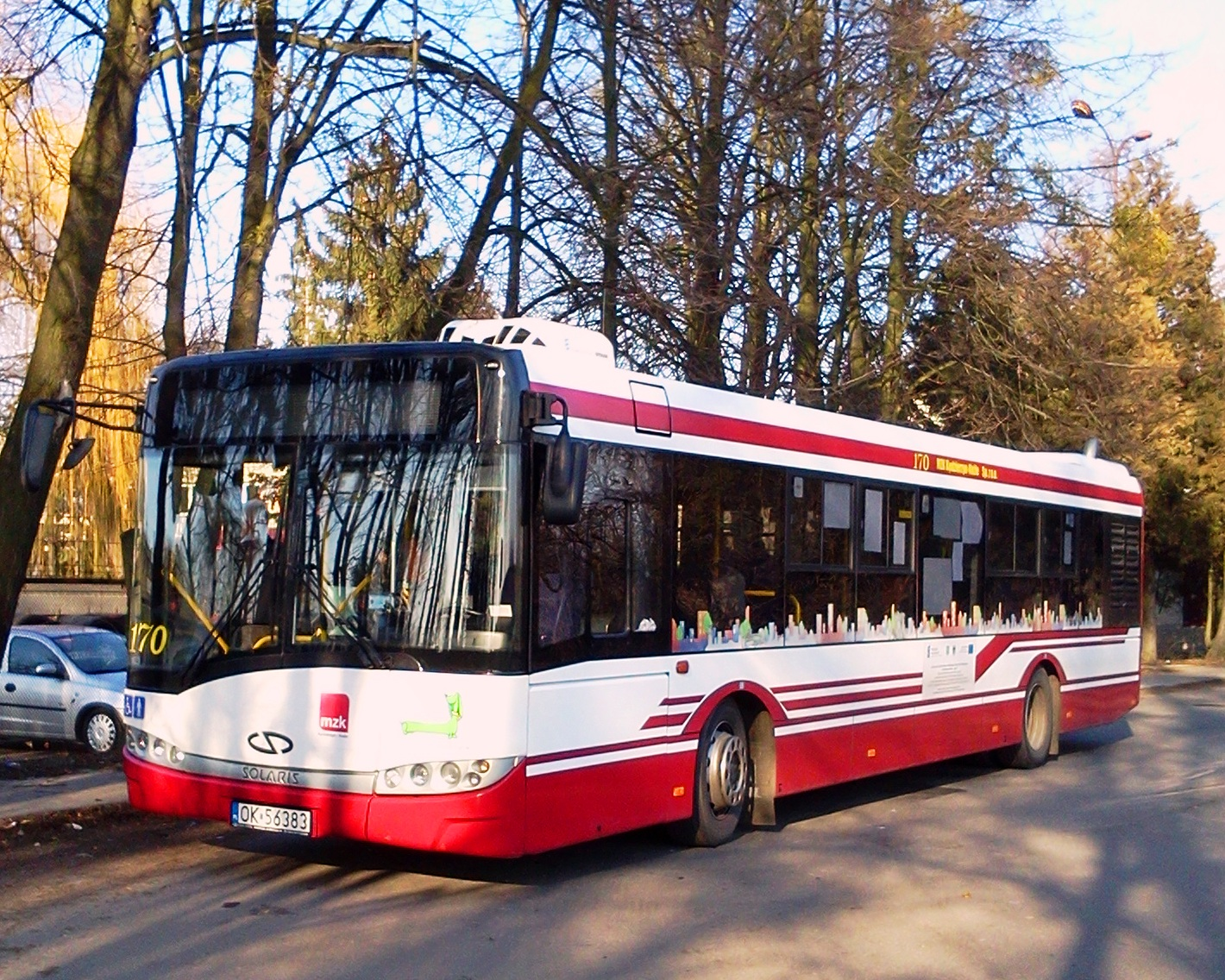
Solaris Urbino, MZK Kędzierzyn-Koźle

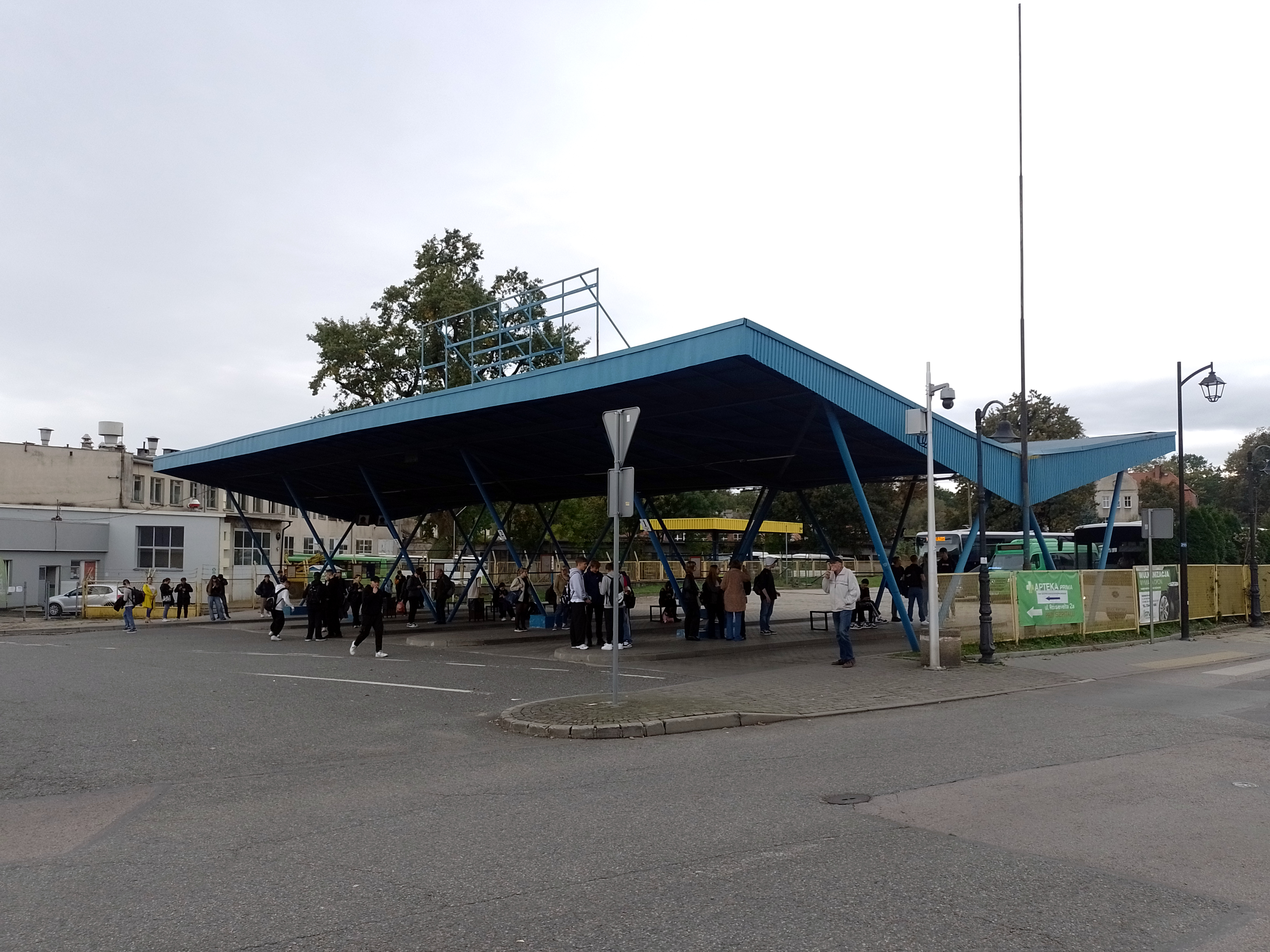
Estação rodoviária em Koźle

O transporte público é fornecido pela Central de Transporte Municipal em Kędzierzyn-Koźle, que opera desde 1 de maio de 1969 para o transporte de passageiros na cidade. Existem atualmente 12 linhas.
O transporte intermunicipal é fornecido pela GTVBUS Polska sp. Filial Kędzierzyn-Koźle (anteriormente Przedsiębiorstwo Komunikacji Samochodowej S.A., e depois Veolia Transport Opolszczyzna Spółka), que tem aproximadamente 25 paradas em Kędzierzyn-Koźle e uma estação rodoviária em Koźle. A empresa opera inúmeras conexões locais no condado de Kędzierzyn-Koźle e parcialmente nos condados de Krapkowice e Prudnik.

### Transporte ferroviário

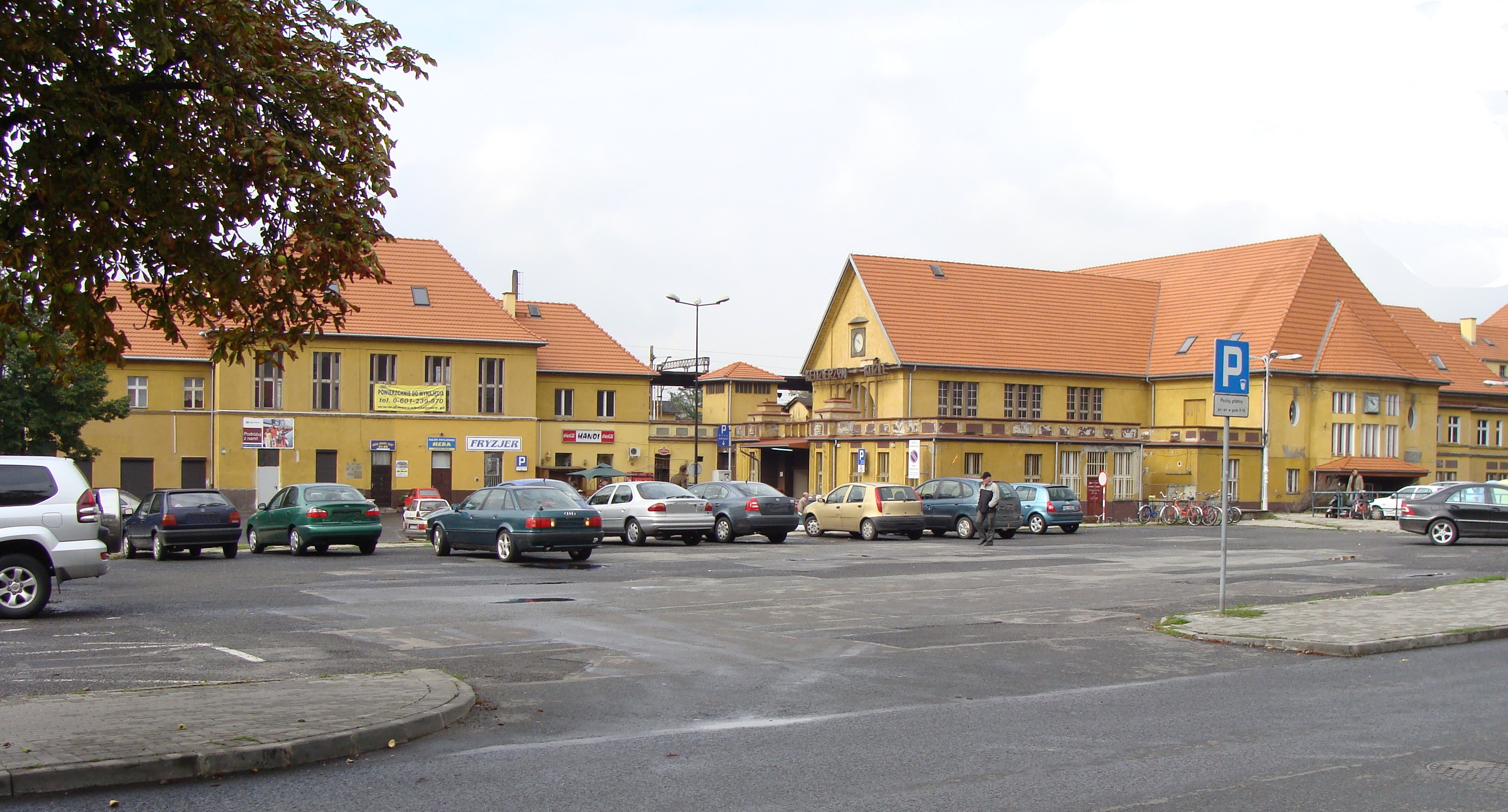
Estação ferroviária principal em Kędzierzyn-Koźle (antes da modernização)

Kędzierzyn-Koźle está localizada na rota de uma linha de importância (inter)nacional. Duas linhas ferroviárias internacionais percorrem a cidade: E-30 e E-59. Em Kędzierzyn-Koźle, o início da Linha Ferroviária Principal de Podsudecka, sendo uma parte não eletrificada da linha ferroviária n.º 137, tem cinco estações ferroviárias:
- Estação ferroviária principal — uma das maiores estações ferroviárias da voivodia de Opole
- Kędzierzyn-Koźle Przystanek — uma parada de trem no distrito de Koźle-Port
- Kędzierzyn-Koźle Zachodnie — uma parada de trem no distrito de Koźle
- Sławięcice — estação ferroviária no distrito de Sławięcice
- Kędzierzyn Koźle Azoty — uma estação ferroviária no distrito de Azoty

Doze linhas ferroviárias utilizadas para o tráfego de passageiros ou mercadorias passam pela cidade:
- Linha ferroviária n.º 136 de grande importância: Kędzierzyn-Koźle — Opole Groszowice
- Linha ferroviária n.º 137 de maior/principal importância [c]: Katowice — Legnica
- Linha ferroviária n.º 151 de grande importância: Kędzierzyn-Koźle — Chałupki
- Linha ferroviária n.º 174 de importância local: Kędzierzyn-Koźle KKD — Żabieniec
- Linha ferroviária n.º 199 de grande importância: Rudziniec Gliwicki — Kędzierzyn-Koźle KKA
- Linha ferroviária n.º 680 de importância secundária: Kędzierzyn-Koźle KKD — Kłodnica
- Linha ferroviária n.º 681 de importância primordial: Nowa Wieś — Stare Koźle
- Linha ferroviária n.º 682 de importância secundária: Nowa Wieś — Kędzierzyn-Koźle KKB
- Linha ferroviária n.º 709 de importância secundária: Kędzierzyn-Koźle — Stare Koźle
- Linha ferroviária n.º 872 de importância local: Nowa Wieś — Kędzierzyn-Koźle KKC
- Linha ferroviária n.º 890 de importância local: Bierawa — Zakłady Azotowe Kędzierzyn
- Linha ferroviária n.º 956 de importância local: Kędzierzyn-Koźle KKC — Kędzierzyn-Koźle KKB 12

A cidade é sede da transportadora ferroviária DB Cargo Spedkol, e a Grupa Azoty Koltar possui uma de suas filiais.

### Transporte fluvial

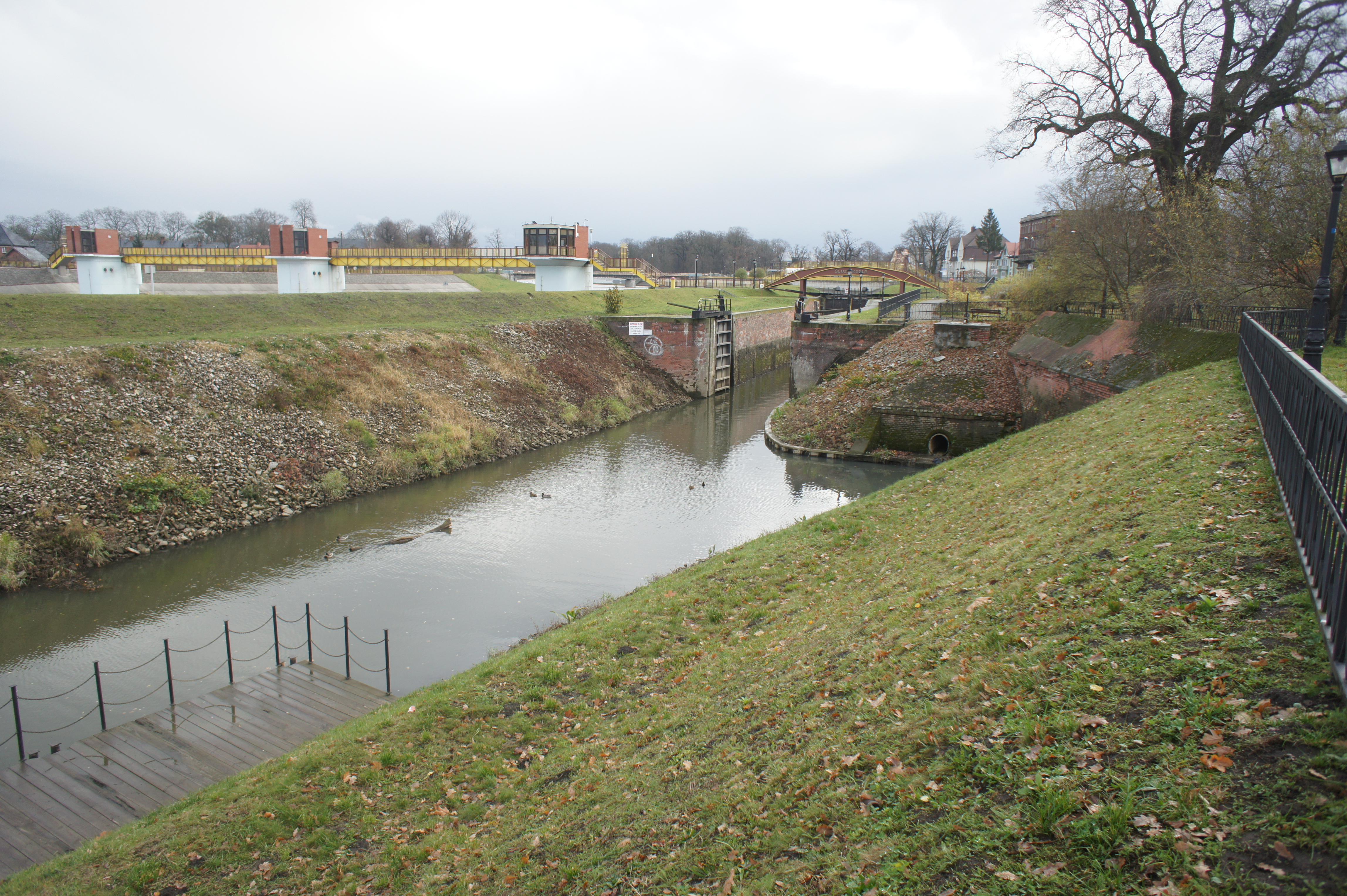
Caixa d'água Koźle

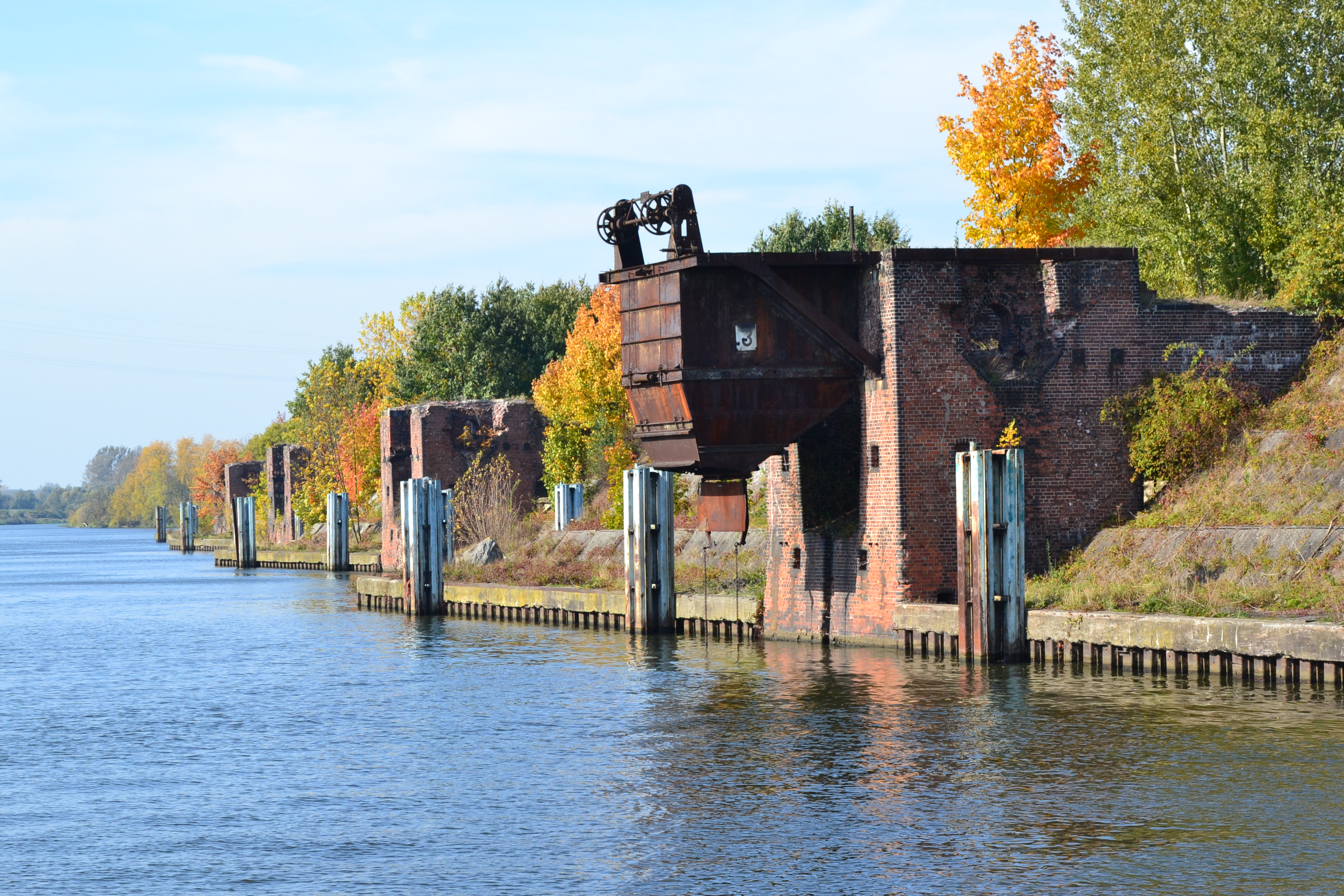
Ruína do cais de uma bacia portuária abandonada

A cidade está localizada na Hidrovia Internacional E-30 e na Hidrovia do Óder, onde o Canal de Gliwice se conecta ao rio Óder e, portanto, tem uma conexão fluvial com Szczecin, Bydgoszcz, Europa Ocidental e Alta Silésia oriental — Porto de Gliwice. Há um grande porto fluvial em Koźle com os seguintes parâmetros:
- área do cais de 250 mil m²
- área das águas do porto é de 140 mil m²
- comprimento do cais de recarga é de 3,2 km
- comprimento dos cais de atracação 0,64 km
- aterros sanitários de 60 mil m²
- armazéns de 800 m²
- elevador de grãos, guindastes portuários, posto de gasolina

Em 2021, devido à obstrução do rio Óder em seu curso médio como uma via navegável e à falta geral de interesse no transporte fluvial na Polônia, a capacidade de movimentação do porto é usada apenas em uma porcentagem insignificante, e os elementos da infraestrutura portuária estão se degradando rapidamente.
O tráfego turístico é feito pela Marina Lasoki (na área do antigo estaleiro), que está localizada em Lasoki (parte do distrito de Koźle-Rogi), no km 101 do rio Óder.
Em Kędzierzyn-Koźle existem:
1. Nos 95,5 km do rio Óder, a eclusa Koźle, com 38,5 m de comprimento, 5,3 m de largura e 1,3 m de altura, é uma fechadura com portas de madeira abertas manualmente por meio de lanças.
2. Em 3,6 km do Canal de Gliwice, a eclusa de água dupla Kłodnica de duas câmaras, 71,8 metros de comprimento, 12 metros de largura e 10,4 metros de altura.[57]
3. Nos 7,8 km do Canal de Gliwice, a eclusa de água dupla Nowa Wieś de duas câmaras, 71,4 metros de comprimento, 12 metros de largura e 6,2 metros de altura.[57]
4. Nos 15,1 km do Canal de Gliwice, a eclusa de água dupla Sławięcice de duas câmaras, 71,4 metros de comprimento, 12 metros de largura e 6,25 metros de altura.[57]

Também há duas eclusas na cidade, localizadas na única seção preservada do antigo Canal Kłodnica.

### Transporte aéreo
Em 2014, na rua Wyspa, no Kędzierzyn-Koźle-Hospital foi colocado em uso uma pista de pouso sanitário para helicópteros.
Cerca de 22 km a sudoeste da cidade, há um campo de pouso multifuncional privado em Pawłowiczki.

## Cultura
A organização da vida cultural em Kędzierzyn-Koźle é administrada e supervisionada pelo Departamento de Cultura, Esportes e Recreação da Prefeitura. Para este efeito, a comuna estabeleceu instituições culturais:
- Centro Cultural Municipal
- Biblioteca Pública Municipal, que possui oito filiais na cidade (Biblioteca Central e 7 filiais)

Existem 5 centros comunitários na cidade. Uma exposição permanente do museu dedicada à história da cidade foi organizada na torre do castelo.
Cinemas:

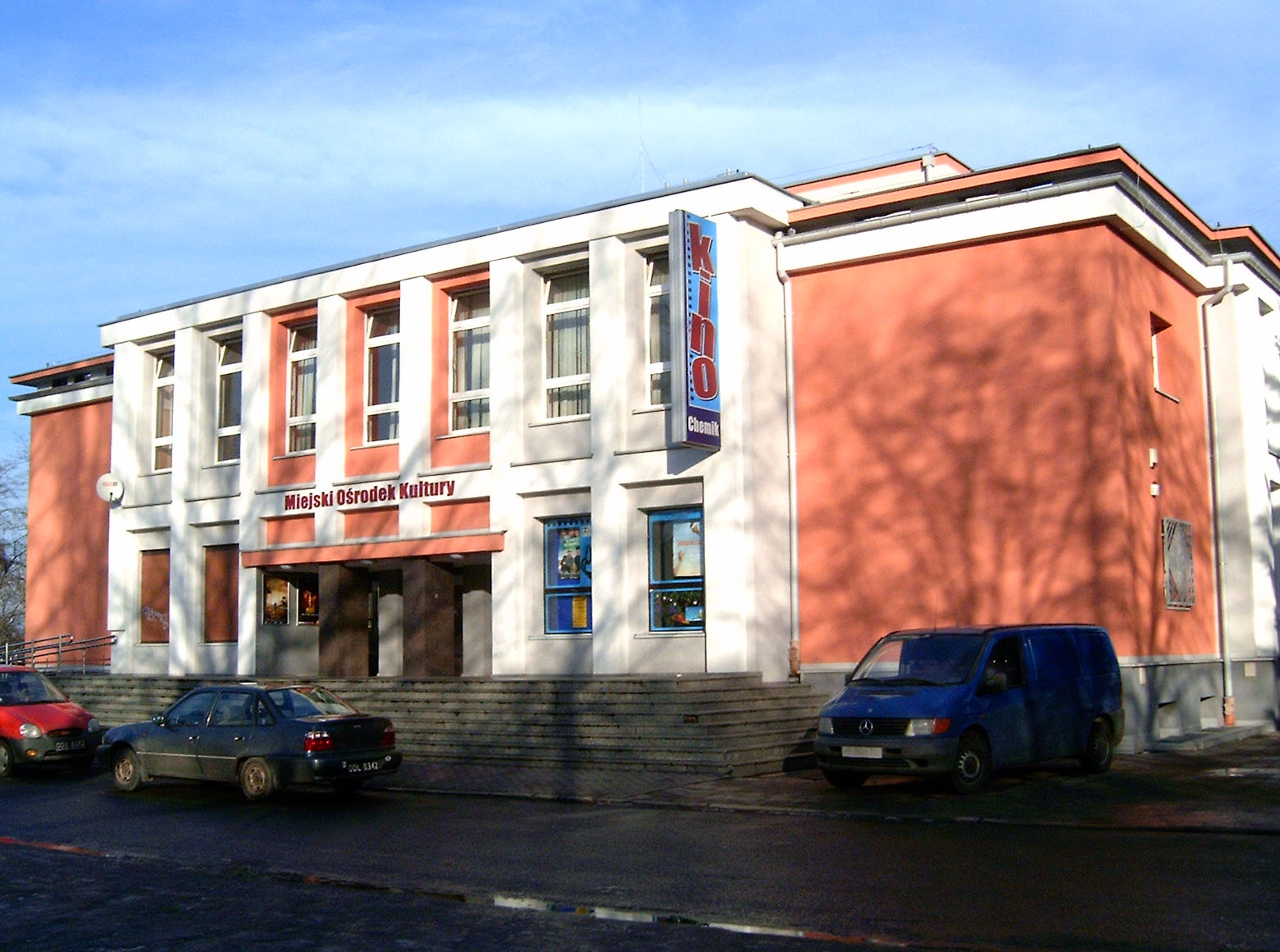
Casa da Cultura e Cinema “Chemik”

- Cinema “Chemik” possui um moderno sistema de som Dolby Digital Surround Ex. A instalação está adaptada às necessidades das pessoas com deficiência, o número de assentos é de 300. Após uma reforma completa, o cinema foi reaberto em 27 de março de 2009.[59]
- Cinema “Hel” foi fechado no início do século XXI[60]
- Cinema “Twierdza” no Centro Cultural de Koźle
- Cinema “Helios” na galeria “Odrzańskie Ogrody”

### Eventos culturais permanentes
Eventos nacionais:
- Concurso Literário Nacional “Krajobrazy Słowa”[61]
- Concurso Nacional de Canções de Vela e Poesia Marinha “Szantki” − um evento de dois dias dedicado a canções de vela para celeumas
- “Art Attack” − Festival Internacional de Humor e Sátira − um dia de festival de cabarés satíricos
- Concurso Nacional de Canções Turísticas e Poesia Cantante “Wrzosowisko” − resenha de bandas de poesias cantadas
- Festival Internacional de Cinema Independente “Publicystyka”

Eventos regionais:
- Dias da cidade - Dias dos químicos
- Festival de Canção Religiosa "Azoty"
- Torneio de Cultura Escolar - apresentação das conquistas culturais das escolas municipais
- Concurso regional de pequenas formas de teatro “Vou lhe contar um conto de fadas” − competição para crianças em idade pré-escolar

### Associações culturais
- Sociedade da Região de Koźle
- Associação de Amantes de História e Arqueologia de Kozielsk EXPLORATOR
- União Juvenil da Minoria Alemã, Koźle-Rogi
- Associação Musical e Cultural - Banda de Música Municipal “Azoty Kędzierzyn-Koźle”
- Associação Social e Educacional “Ziemia Kozielska”
- Conjunto de canções e dança KOMES
- Sociedade da Amizade polaco-francesa, filial em Kędzierzyn-Koźle
- Sociedade Sócio-Cultural dos Ciganos na República da Polônia
- Associação Blechhammer −1944
- Associação de Escoteiros poloneses, grupo Kędzierzyn-Koźle[62]
- Associação de Kresovianos Kędzierzyn-Koźle[63]

### Bandas de música
- A Caress of Twilight (black metal, música ambiente)[64]
- Archivum (rock)[65]
- Bustum (black metal)[66]
- Honker (blues rock)[67]
- Lust Mord (death metal)[68]
- Livermorium (folk metal)
- Szlagier Maszyna (música da Silésia)

## Comunidades religiosas
Na área de Kędzierzyn-Koźle, as seguintes igrejas e associações religiosas realizam atividades religiosas:
- Igreja católica:
  - Igreja de São Sigismundo e Santa Edviges da Silésia — rua Złotnicza 12, distrito: Koźle[69]
  - Igreja de Santa Catarina de Alexandria — rua Staszica, distrito: Sławięcice[69]
  - Igreja de São Nicolau — rua dr. Judyma 1, distrito: Kędzierzyn[69]
  - Igreja de São Francisco de Assis e São Jacinto — rua A. Fredry 36, distrito: Cisowa[69]
  - Igreja do Espírito Santo e da Bem-Aventurada Virgem Maria, Mãe da Igreja — rua B. Krzywoustego 2, distrito: Osiedle Piastów[69]
  - Igreja de Nossa Senhora das Dores — rua Kłodnicka 2, distrito: Kłodnica[69]
  - Igreja de São Pio X, o Papa e Santa Maria Goretti — rua Przyjaźni 69, distrito: Blachownia Śląska[69]
  - Igreja de Santa Floriana — rua Chemików 3, distrito: Azoty[69]
  - Igreja da Bem-Aventurada Virgem Maria Rainha do Mundo — rua Baczyńskiego 1, distrito: Koźle-Rogi[69]
  - Igreja de Santo Eugênio de Mazenod — rua Ligonia 22, distrito: Pogorzelec[69]
- Igreja Ortodoxa Polonesa:
  - Igreja do Ícone da Mãe de Deus de "Todos os Aflitos de Alegria" — rua Kościelna 11, distrito: Kędzierzyn.[70]
- Igrejas protestantes:
  - Igreja Evangélica de Augsburg:
    - Igreja Evangélica-Augsburg em Kędzierzyn-Koźle, rua Grunwaldzka, distrito: Kędzierzyn - é uma filial da paróquia em Zabrze.[71]

  - Igreja Adventista do Sétimo Dia:
    - Igreja em Kędzierzyn-Koźle, rua Grunwaldzka 29, distrito: Kędzierzyn.[72]

  - Comunidade Cristã Pentecostal:
    - Casa de Oração, avenida Jana Pawła II 3[73]

  - Igreja Pentecostal:
    - Igreja "Betezda", rua Racławicka 5[74]
- Testemunhas de Jeová:
  - Igreja Kędzierzyn-Koźle-Leste (incluindo um grupo de língua ucraniana)
  - Igreja Kędzierzyn-Koźle-Oeste (incluindo o grupo de língua romani) - Salão do Reino rua Przyjaźni 141[75]
- Movimento Missionário Leigo “Epifania”:
  - Igreja no distrito de Kuźniczka, rua Starowiejska 1/1[76]
- Associação de Pesquisadores das Escrituras Livres:
  - Congregação
- Budismo
  - Associação Budista Linhagem Karma Kagyu Via Diamante — Centro de Meditação Budista em Kędzierzyn-Koźle, rua Głowackiego 9a/1[77]

Igrejas paroquiais católicas em Kędzierzyn-Koźle
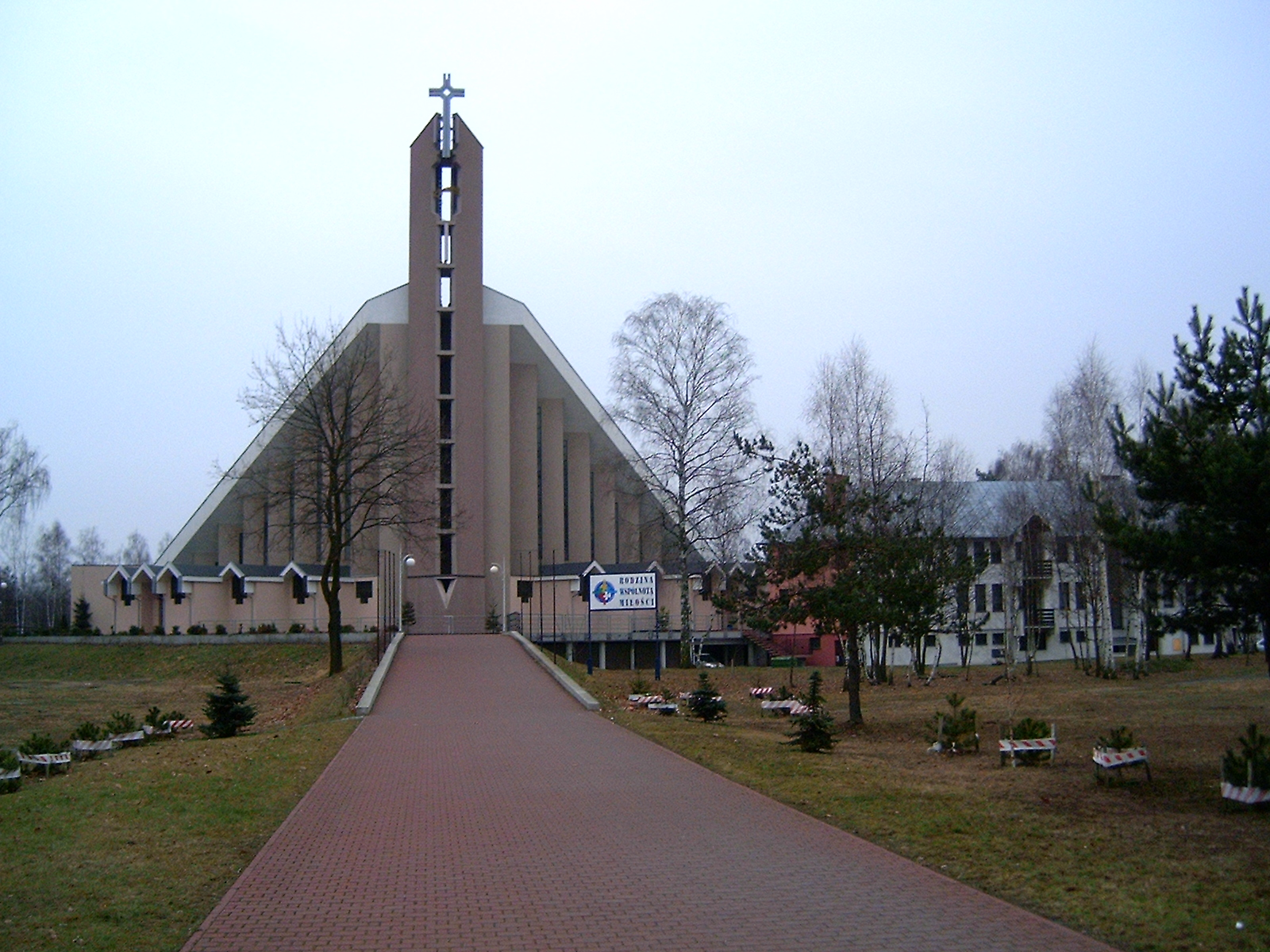
Igreja do Espírito Santo e da Bem-Aventurada Virgem Maria, Mãe da Igreja (Piastów)
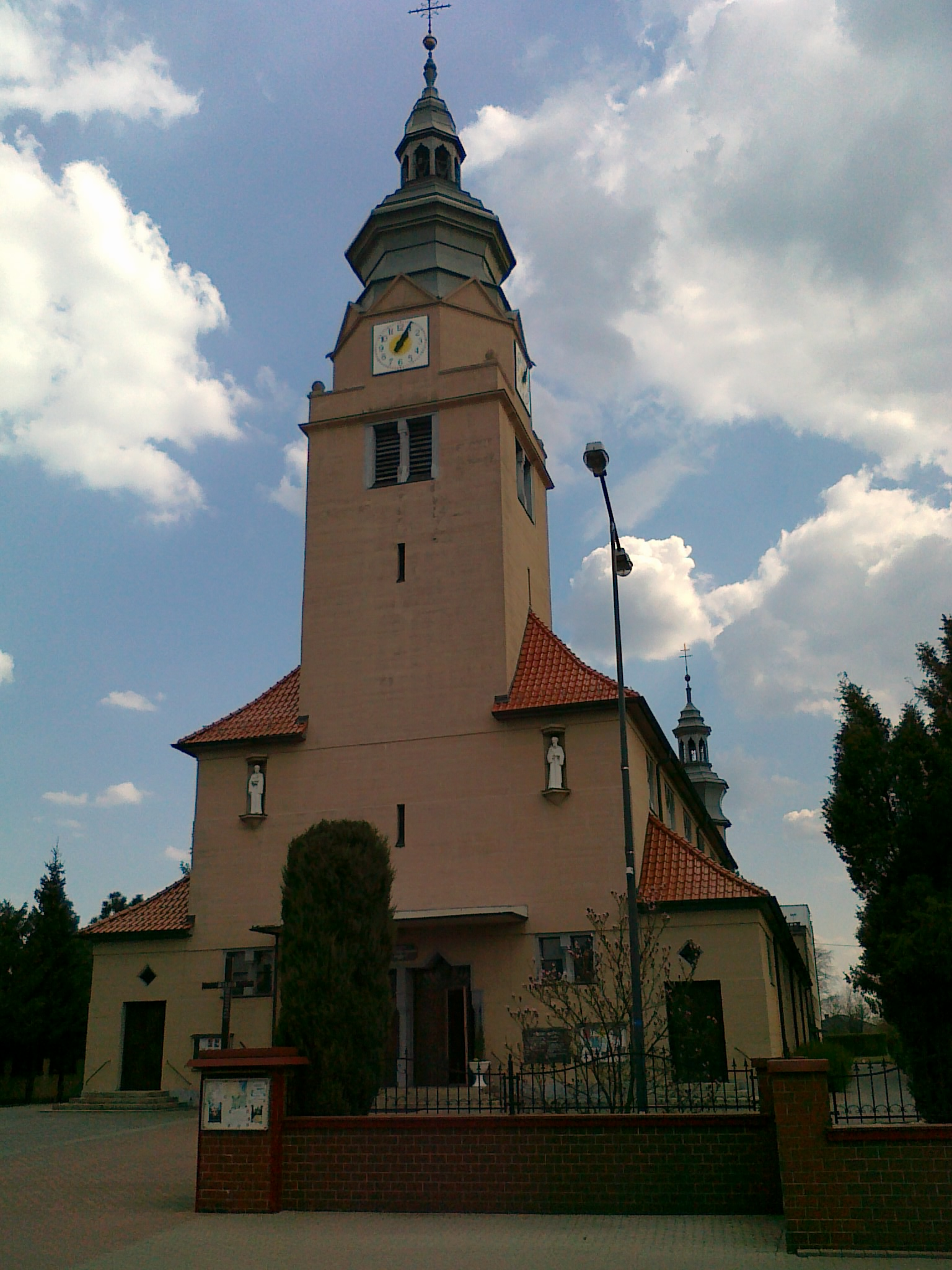
Igreja de Nossa Senhora das Dores (Kłodnica)
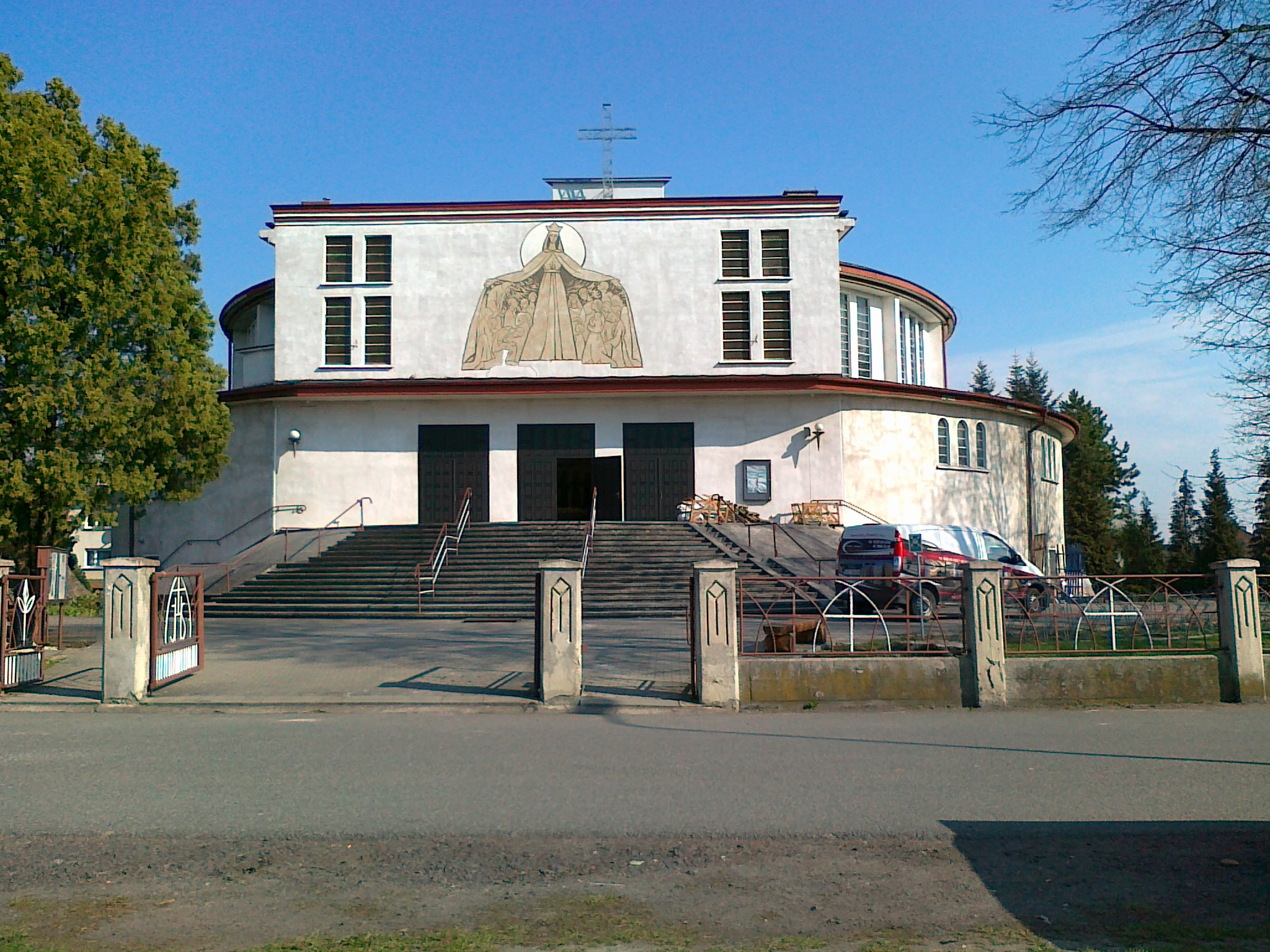
Igreja da Bem-Aventurada Virgem Maria Rainha do Mundo (Rogi)
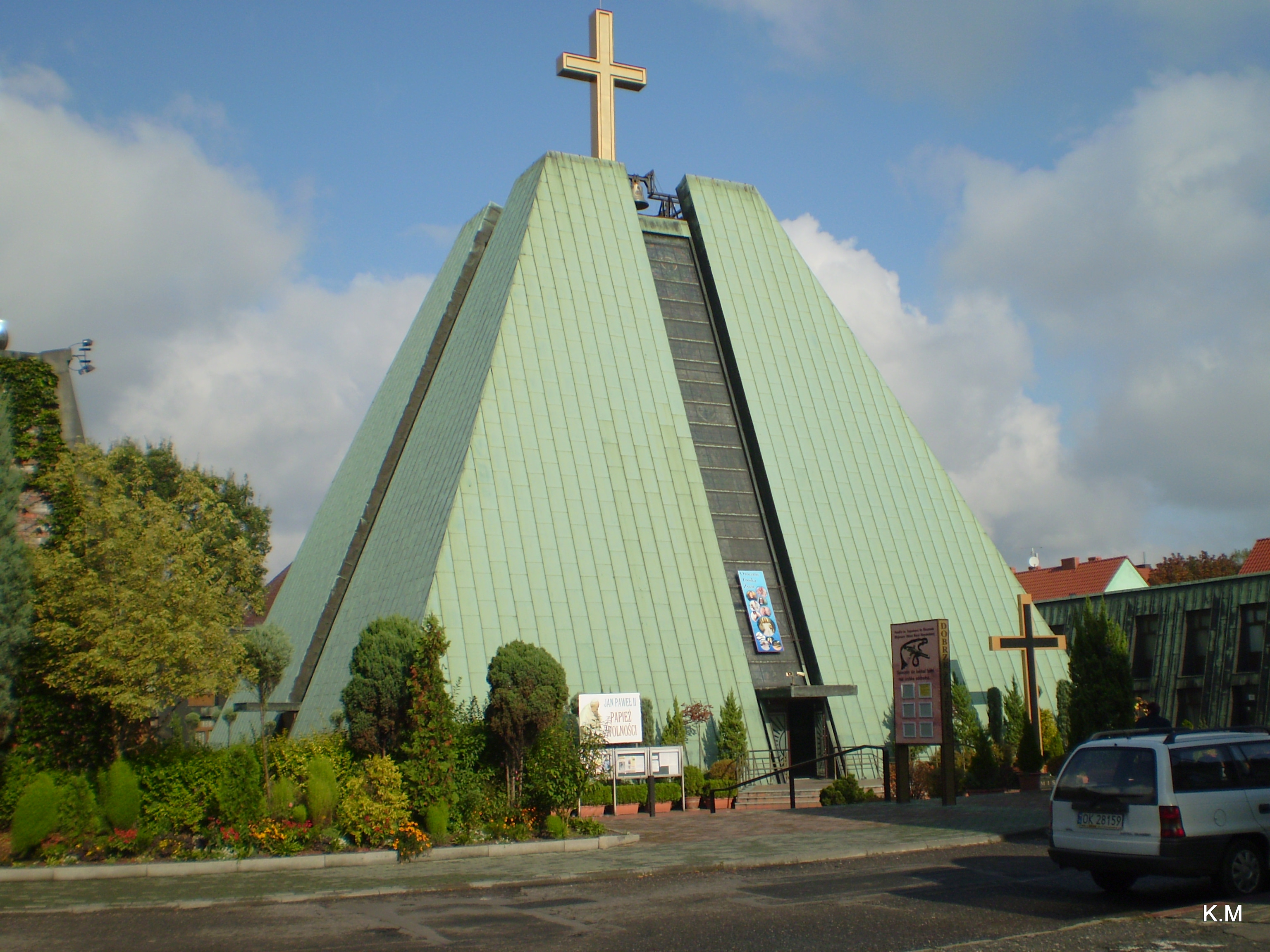
Igreja de Santo Eugênio de Mazenod (Pogorzelec)
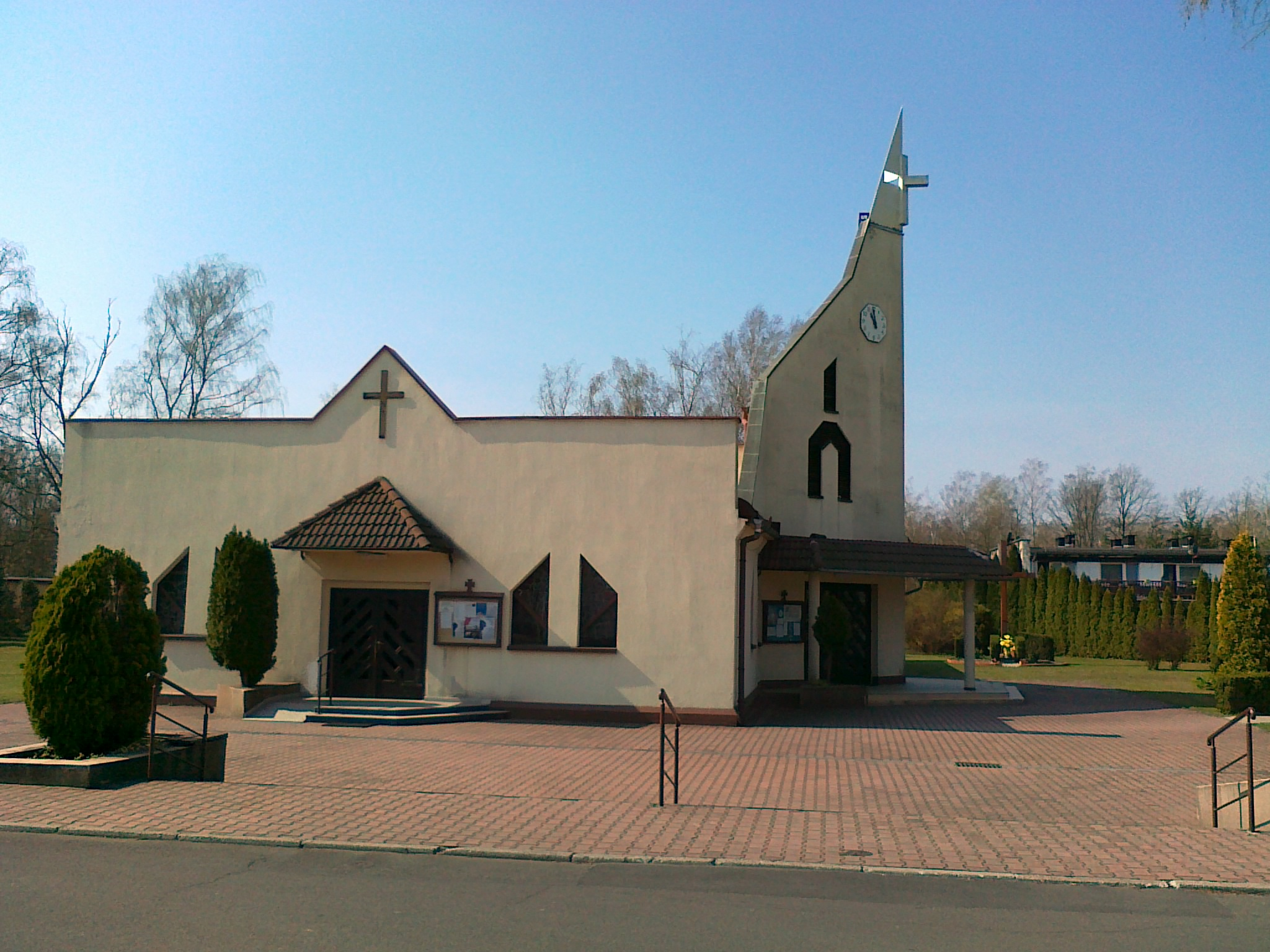
Igreja de São Floriano (Azoty)
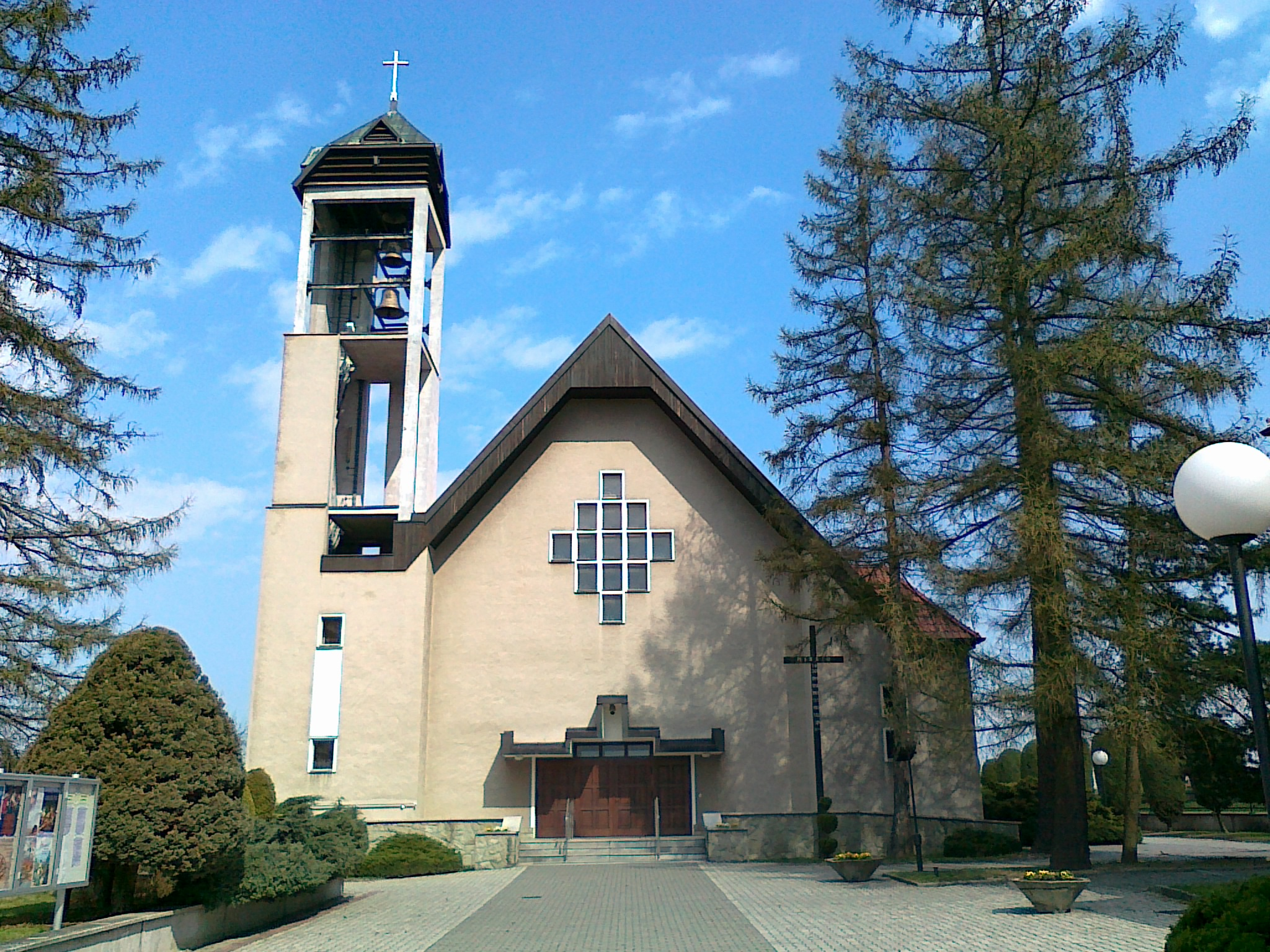
Igreja de São Francisco de Assis e São Jacinto (Cisowa)
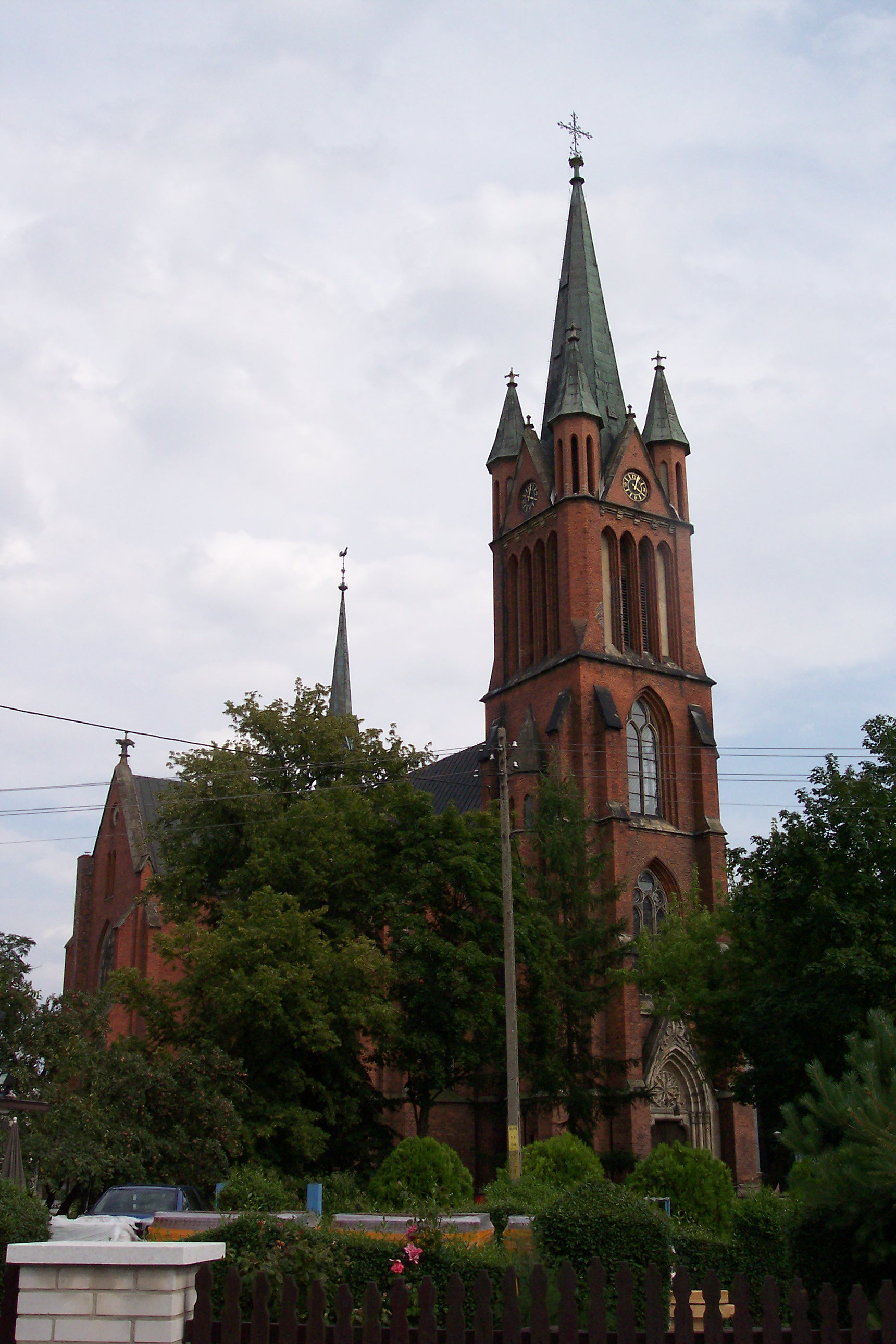
Igreja de Santa Catarina de Alexandria (Sławięcice)
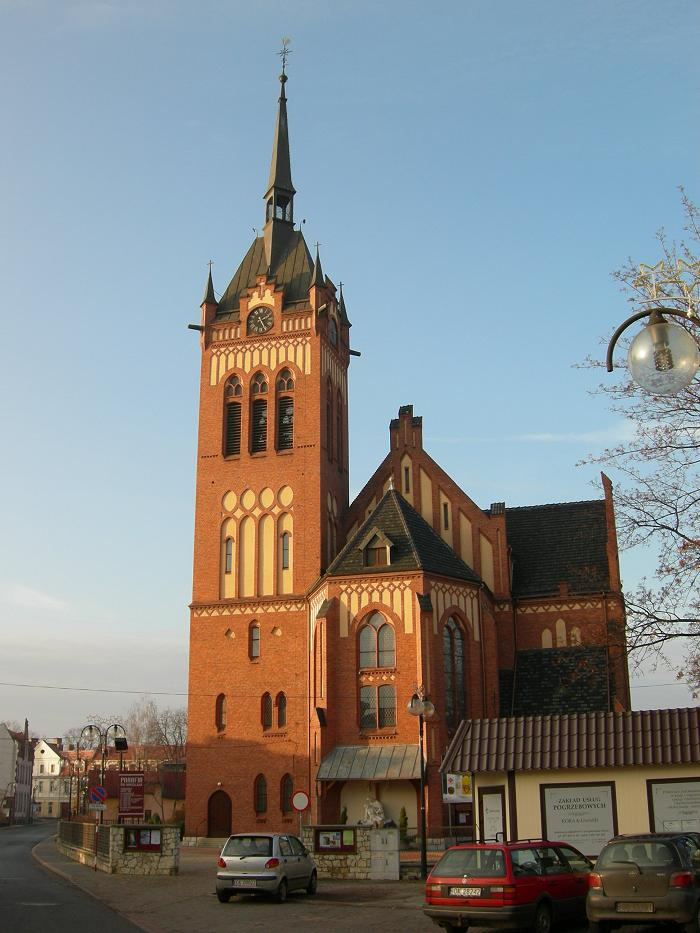
Igreja de São Nicolau (Kędzierzyn)
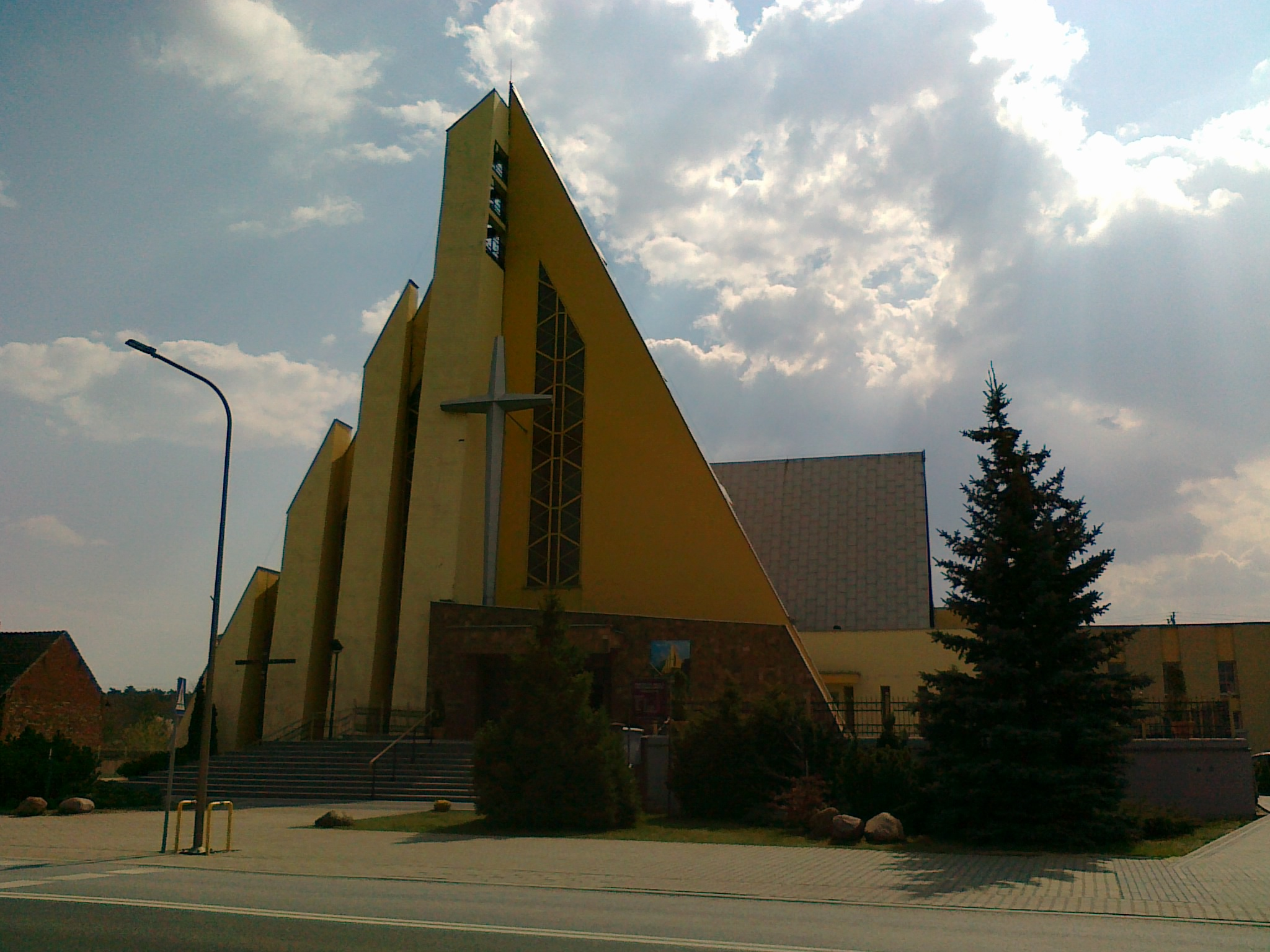
Igreja de São Pio X Papa e Santa Maria Goretti (Blachownia)
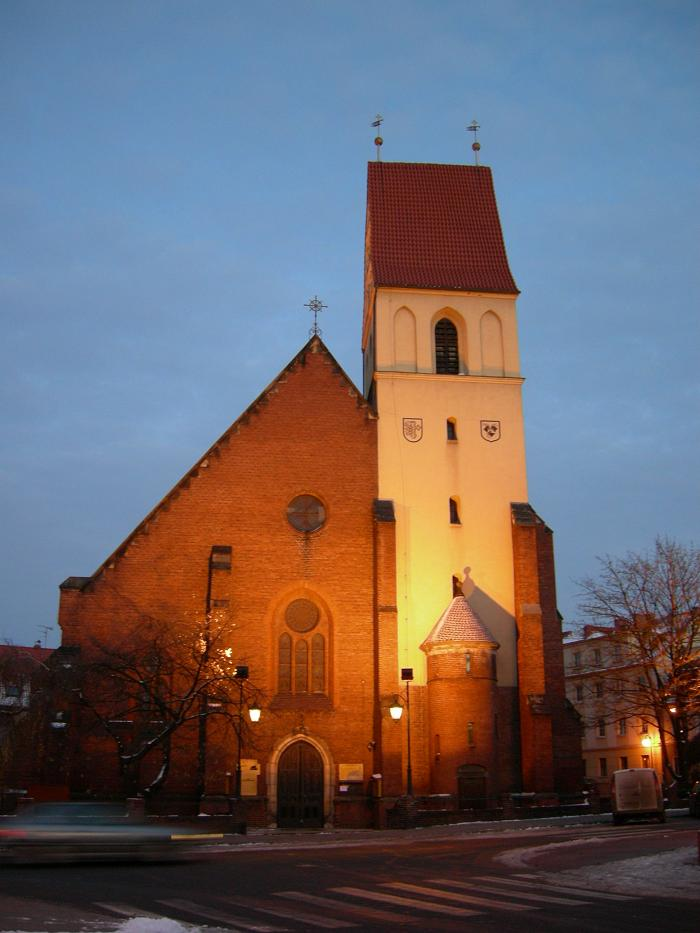
Igreja de São Sigismundo e Santa Edviges da Silésia (Koźle)

## Educação
Existem 23 jardins de infância, 14 escolas primárias e 7 escolas secundárias em Kędzierzyn-Koźle, incluindo:
- Complexo de Escolas de Ensino Técnico e Geral (Azoty) — a primeira escola na Polônia com uma turma com perfil de e-sports[78]
- Complexo Escolar de Navegação Interior Bohaterów Westerplatte — uma das duas escolas de navegação interior na Polônia
- Escola secundária Henryk Sienkiewicz em Kędzierzyn-Koźle

## Esportes

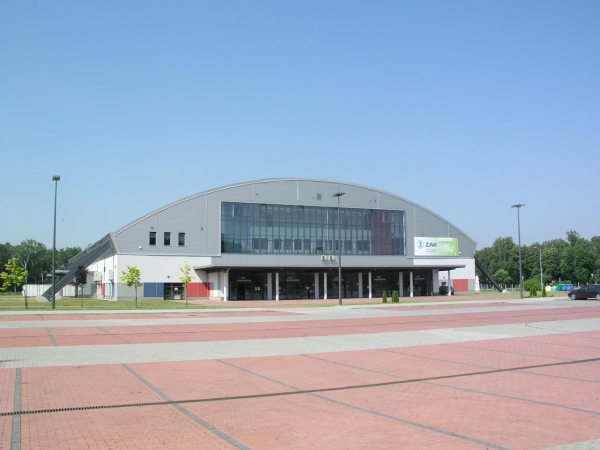
Salão de esportes e entretenimento “Azoty”

A organização da vida esportiva em Kędzierzyn-Koźle é administrada e supervisionada pelo Departamento de Cultura, Esportes e Lazer da Prefeitura. Colabora com o Centro Municipal de Desportos e Lazer.

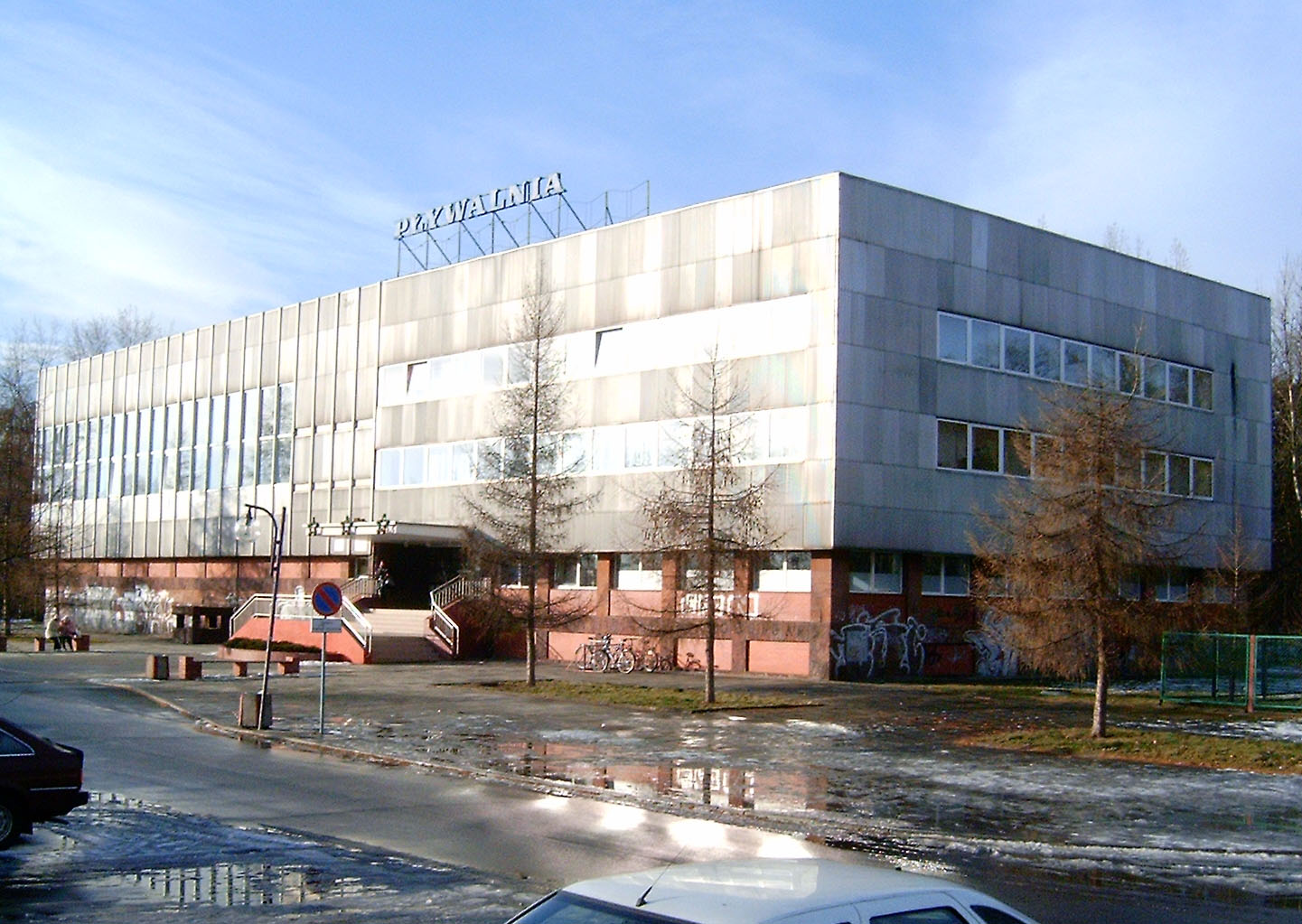
Piscina coberta em Kędzierzyn

A cidade tem: 6 estádios esportivos, 3 quadras de tênis, 2 salões de esportes e entretenimento, uma piscina coberta. Além disso, a cidade conta com o Kędzierzyńsko-Kozielskie Centrum Aktywności (KKCA) “Wodne oKKo”, que tem piscinas externas e internas, uma área de sauna e uma caverna de sal.
O clube esportivo de maior sucesso que opera na cidade é o clube de voleibol masculino ZAKSA Kędzierzyn-Koźle, que pode se orgulhar de nove títulos de campeão polonês, dez Copas da Polônia (o maior número de todos os tempos) e de ser o primeiro clube polonês a vencer a Liga dos Campeões da Europa três vezes seguidas.
O futebol na cidade é representado pelo Chemik Kędzierzyn-Koźle, que atualmente joga no sexto nível da competição, na classe distrital de Opole, grupo II, e já jogou na primeira divisão (depois na segunda divisão). O clube também tem uma seção de boxe.
Há também o Clube Esportivo “Caper”, que representa a cidade no softball (feminino) e no beisebol (masculino).

### Clubes de futebol
- “Chemik” Kędzierzyn-Koźle — Classe do distrito de Opolska, grupo II,[79]
- KS Sławięcice - Opolska Class A, grupo VI,[80]
- Energia Blachownia Kędzierzyn-Koźle (antiga TKKF Blachowianka) — Opolska Classe A, grupo VI,
- Odra Kędzierzyn-Koźle — Opolska de classe B, grupo XI,[81]
- KS Cisowa — Classe B opolska, grupo XI.[82]

## Turismo

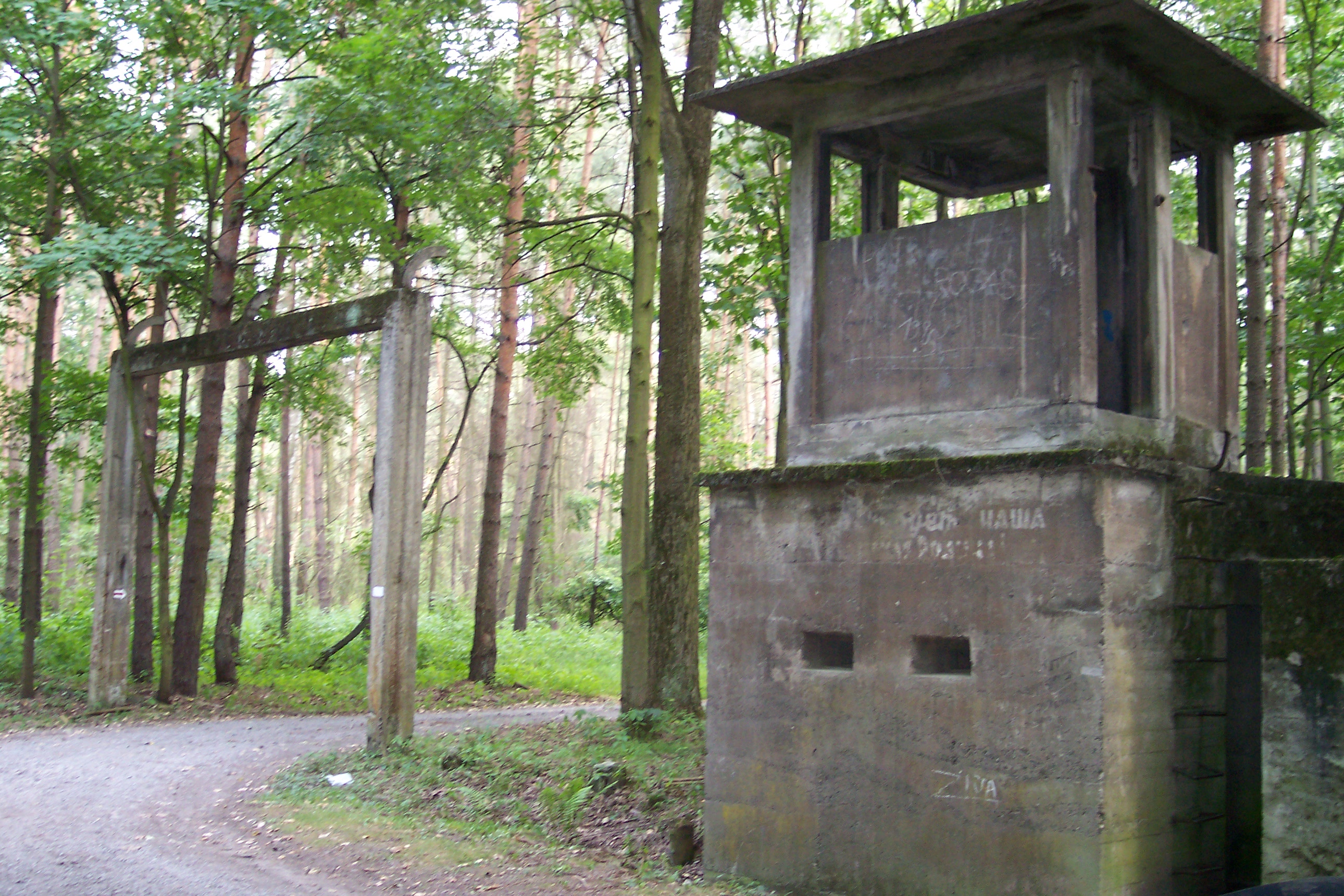
Antigo campo de concentração em Sławięcice - portão de entrada

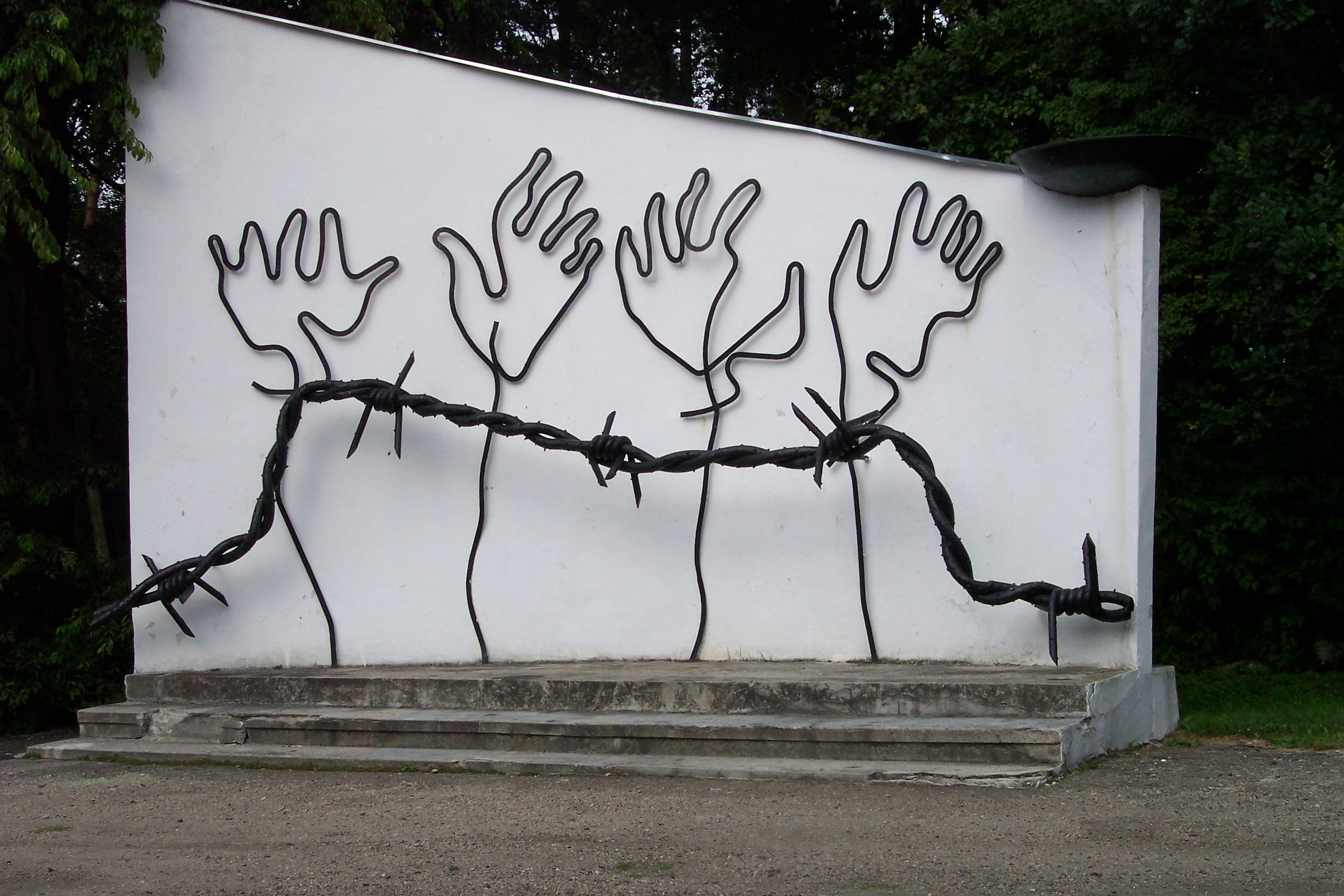
Monumento no antigo campo de concentração em Sławięcice

### Hotéis
Número de turistas estrangeiros que utilizam locais de acomodação (fonte: GUS, 2005):
| Ano  | Número de pessoas |
| 2002 | 1227              |
| 2003 | 1305              |
| 2004 | 3964              |
| 2005 | 3063              |

Existem quatro hotéis na área da cidade (atualizados em 2023):
| - Hotel Court Wellness & Spa, rua Bolesława Śmiałego 2, Piastów - Hotel Hugo Business & Spa, rua Władysława Orkana 14, Sławięcice - Hotel i restauracja Dworska Elektrownia, rua Aleksandra Puszkina 1, Sławięcice - Hotel Solidaris, rua Ludwika Waryńskiego 5, Azoty |

### Trilhas turísticas
Na área de Kędzierzyn-Koźle, três trilhas turísticas foram marcadas ao longo das rotas:
- Trilha da Terceira Revolta da Silésia — Kędzierzyn-Koźle (estação ferroviária) — Dąbrówka — Sławięcice — Ujazd — Stary Ujazd — Zimna Wódka — Klucz — Czarnocin — Poręba — Góra Świętej Anny — Żyrowa — Oleszka — Jasiona (estação ferroviária)
- Trilha dos Insurgentes da Silésia — Bytom — Piekary Śląskie — Radzionków — Tarnowskie Góry — Wilkowice — Zbrosławice — Kamieniec — Boniowice — Karchowice — Jaśkowice — Łubie — Pniów — Pisarzowice — Toszek — Płużniczka — Dąbrówka — Centawa — Jemielnica — Gąsiorowice — Strzelce Opolskie — Szymiszów — Kalinowice — Ligota Górna — Góra Świętej Anny — Leśnica — Krasowa — Raszowa — Kłodnica — Pogorzelec — Brzeźce — Stare Koźle — Bierawa — Lubieszów — Dziergowice — Solarnia — Kotlarnia — Łącza — Sierakowice — Rachowice — Kozłów — Gliwice
- Trilha do Capitão Robert Oszek — Kędzierzyn-Koźle (estação ferroviária) — Kuźniczka — Łąki Kozielskie — Leśnica — Poręba — Lichynia — Klucz — Olszowa — Komorniki — Księży Las — Suche Łany — Strzelce Opolskie

### Trilhas de bicicleta
Uma trilha de bicicleta atravessa a área de Kędzierzyn-Koźle:
- Trilha de bicicleta do rio Óder Chałupki — Racibórz — Kędzierzyn-Koźle — Zdzieszowice — Krapkowice — Opole — Brzeg — Oława — Wrocław — Brzeg Dolny — Lubiąż — Prochowice — Ścinawa — Głogów — Bytom Odrzański — Nowa Sól — Bojadła — Krosno Odrzańskie — Kłopot — Słubice — Kostrzyn nad Odrą

## Administração

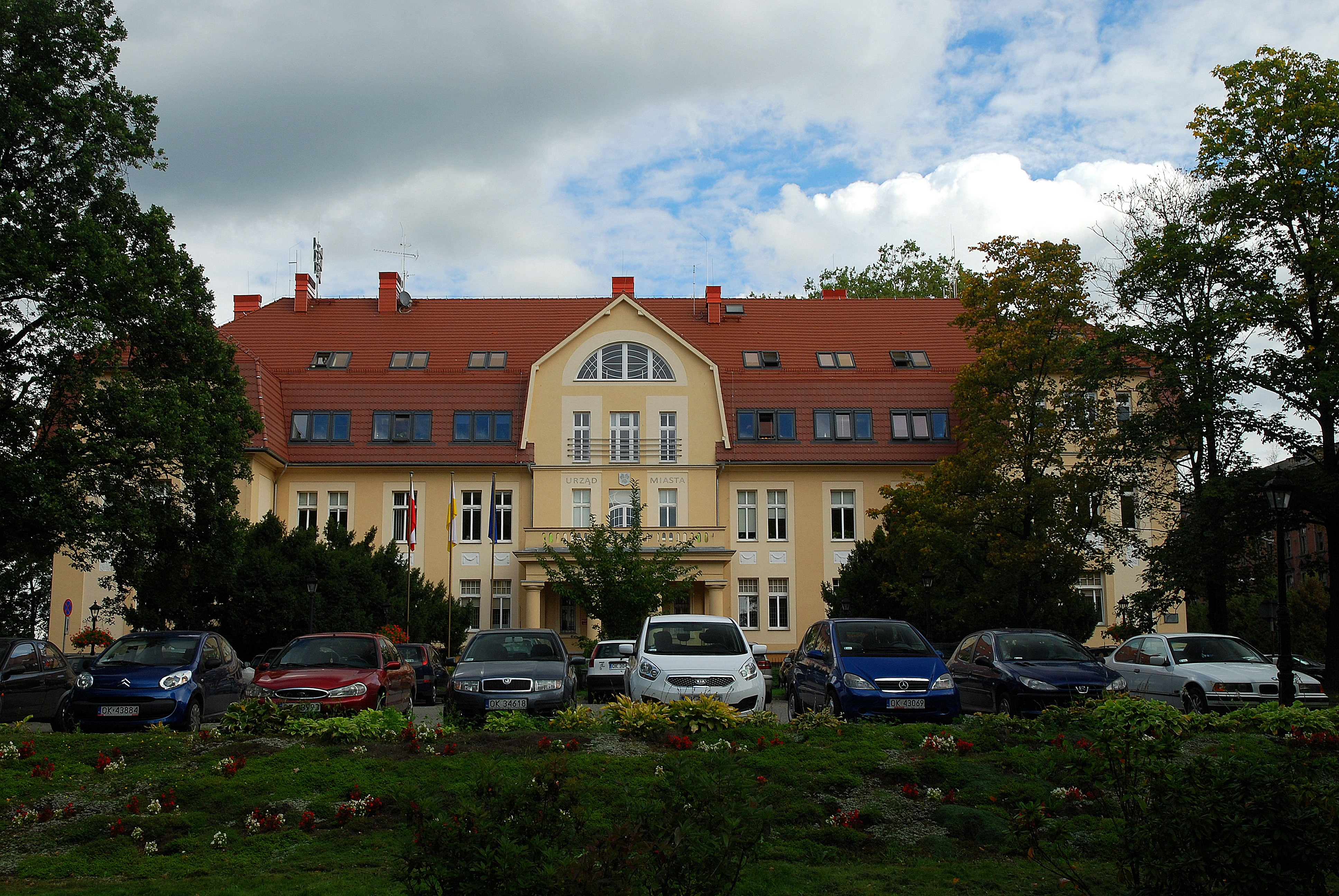
Prédio da prefeitura e a sede do prefeito da cidade

Kędzierzyn-Koźle tem o estatuto de comuna-urbana. O órgão de tomada de decisão do governo local é a Câmara Municipal de Kędzierzyn-Koźle, composta por 23 vereadores. O corpo executivo é o presidente da cidade.
O Conselho Municipal de 23 pessoas (desde 2002 e anteriormente 36) é presidido pelo presidente e dois vice-presidentes eleitos entre seus membros.
O governo da cidade é membro da: Associação de Cidades Polonesas, Associação de Municípios de Opole Silésia.

## Meios de comunicação
Em Kędzierzyn-Koźle, são publicados 3 semanários locais: Nowa Gazeta Lokalna, Tygodnik Lokalny 7 dni e Echo Gmin. Há uma estação de rádio, a Radio Park FM, portal de notícias KK24.pl e a televisão Samodzielna Telewizja Miejska em Kędzierzyn-Koźle.

## Serviço de saúde
- Hospital (rua Roosevelta 2) — UTI, laringologia, oftalmologia, cirurgia, recém-nascidos, obstetrícia, ginecologia, urologia, ortopedia, crianças
- Hospital (rua Judyma) — pneumologia, geriatria, neurologia, dermatologia
- SN ZOZ clínica "B-med", POZ médico, dermatologista, neurologista, psiquiatra, psicólogo, clínica de terapia de dependência e codependência, hospital-dia de terapia de dependência, dentista

## Serviços uniformizados

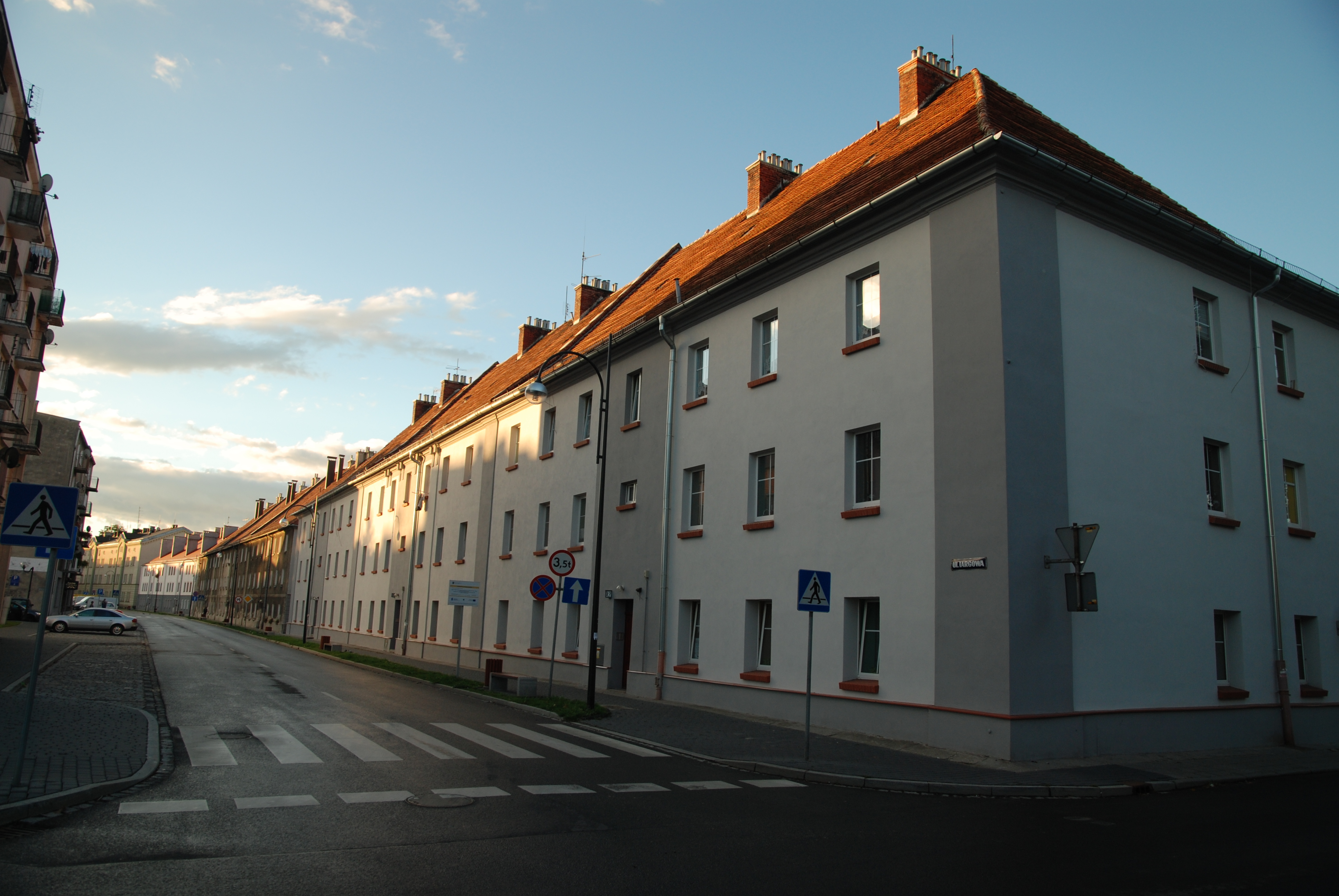
Complexo de quartéis, atualmente casas residenciais, rua Targowa

- Polícia — Sede da Polícia do Condado em Kędzierzyn-Koźle
- Prisão preventiva — localizada em Koźle, atende ao tribunal e à promotoria em Kędzierzyn-Koźle
- Corpo de bombeiros — o Quartel-General do Serviço de Bombeiros do Estado em Kędzierzyn-Koźle tem duas unidades de resgate e combate a incêndios:
  - Unidade de resgate e combate a incêndio n.º 1 em Azoty (rua Mostowa, 33) — incluindo o Grupo de Resgate Químico e Ecológico Especializado “Kędzierzyn-Koźle”[93]
  - Unidade de resgate e combate a incêndio n.º 2 na Cidade Velha (rua Kraszewskiego 12) — incluindo o Grupo de Resgate Especializado em Água e Mergulho “Kędzierzyn-Koźle”[94]
- Há cinco brigadas de bombeiros voluntários em Kędzierzyn-Koźle:[95]
  - Brigada KSRG Cisowa
  - Brigada KSRG Kłodnica
  - Brigada KSRG Miejsce Kłodnickie
  - Brigada KSRG Sławięcice
  - Brigada KSRG ORW Koźle – salvamento na água
- Há duas brigadas de incêndio de empresas na cidade:
  - Departamento de Resgate Químico do Grupo Azoty ZAK S.A.[96]
  - Serviço Blachownia Sp. z o.o. Unidade de Resgate (Unidade de Resgate de Blachownia) — antiga Brigada de Incêndio da Empresa da Fábrica de Produtos Químicos de Blachownia.[97]
- Exército — a partir de 1945, o quartel-general da 2.ª Divisão de Infantaria ficava em Koźle. Em agosto de 1945, a guarnição foi reforçada com o 35.º (mais tarde 36.º) Regimento de Artilharia. Em 11 de outubro de 1989, a guarnição militar em Kędzierzyn-Koźle foi liquidada. Em 18 de julho de 1994, a guarnição militar voltou. O 10.º Regimento de Artilharia Mista da Silésia estava estacionado aqui. Durante a desastrosa enchente de 1997, a área do quartel foi completamente inundada. Isso levou à liquidação do regimento e da guarnição (31 de dezembro de 1998)